# Liste öffentlicher Bücherschränke in Bayern
Dieser Artikel enthält öffentliche Bücherschränke in Bayern und erhebt keinen Anspruch auf Vollständigkeit.
Ein öffentlicher Bücherschrank ist ein Schrank oder schrankähnlicher Aufbewahrungsort mit Büchern, der dazu dient, Bücher kostenlos, anonym und ohne jegliche Formalitäten zum Tausch oder zur Mitnahme anzubieten. In der Regel sind die öffentlichen Bücherschränke an allen Tagen im Jahr frei zugänglich. Ist dies nicht der Fall, ist dies in den Listen in der Spalte Anmerkungen vermerkt.

## Liste
In Bayern sind 412 öffentliche Bücherschränke (122 Stk. Franken, 35 Stk. Oberpfalz; 29 Stk. Niederbayern; 172 Stk. Oberbayern; 54 Stk. Schwaben) erfasst (Stand: 20. August 2025).
Die nachstehende Liste ist nach Regierungsbezirken gegliedert, wobei die drei fränkischen Bezirke zusammengefasst sind. Die fünf Listen sind ungefähr geografisch von Nord nach Süd angeordnet: Franken – Oberpfalz – Niederbayern – Oberbayern – Schwaben.

### Franken (Regierungsbezirke Ober-, Mittel-, Unterfranken)
| Bild                                                           | PLZ   | Ort                                                           | Lage | Ausführung                                             | Anmerkung | Seit          |
| -------------------------------------------------------------- | ----- | ------------------------------------------------------------- | --- | ------------------------------------------------------ | --- | ------------- |
|                                                                | 90518 | Altdorf bei Nürnberg                                          | ⊙ Baudergraben 1 beim Kulturtreff | Bücherschrank                                          | stand ursprünglich am Schloßplatz | Juli 2017     |
|                                                                | 90518 | Altdorf bei Nürnberg                                          | ⊙ Feldweg parallel zum Mühlweg, gegenüber großer Halle. Zufahrt über Feuergasse.                                                                   | Bücherschrank                                          | Rund um die Uhr zugänglich | Juli 2021     |
|                                                                | 90518 | Altdorf bei Nürnberg, Stadtteil Röthenbach bei Altdorf        | ⊙ Bushaltestelle in der Parkstraße | Bücherregal                                            | Rund um die Uhr zugänglich | Sep. 2023     |
|                                                                | 91522 | Ansbach                                                       | ⊙ Bücherschrank am Johann-Sebastian-Bach-Platz | Bücherschrank                                          | |               |
|                                                                | 91522 | Ansbach                                                       | ⊙ Bücherschrank an der Schnaitberger Straße | Bücherschrank                                          | Nur Kinder- und Jugendbücher |               |
|                                                                | 63739 | Aschaffenburg                                                 | ⊙ Regionaler Omnibusbahnhof | Bücherschrank                                          | früher am Haltepunkt 5; seit März 2024 verschoben um etwa 50 m | 4. März 2024  |
|                                                                | 63739 | Aschaffenburg                                                 | ⊙ Im Eingangsbereich des Evangelischen Jugendzentrums auf der rechten Seite                                                                        | Bücherschrank                                          | Zugleich Bookcrossing-Zone. Offen Dienstag 13–18 Uhr, Donnerstag 13–21 Uhr, Freitag 14:30–21 Uhr; barrierefrei zugänglich | Nov. 2013     |
|                                                                | 63739 | Aschaffenburg                                                 | ⊙ Café Schwarzer Riese, Roßmarkt 38a | Bücherregal                                            | Zugleich Bookcrossing-Zone, zu den Öffnungszeiten des Cafés zugänglich | 12. Dez. 2008 |
|                                                                | 63739 | Aschaffenburg                                                 | ⊙ Ecke Bahnhofstraße / Am Obstkeller | Bücherschrank                                          | |               |
|                                                                | 96231 | Bad Staffelstein                                              | ⊙ bei Bahnhofstraße 53–55 (Scheffel-Platz) | Bücherschrank                                          | | ca. 2020      |
|                                                                | 91083 | Baiersdorf                                                    | ⊙ vor dem Haus Apothekengäßchen 1 | Bücherschrank                                          | | 1. Okt. 2016  |
|                                                                | 96047 | Bamberg                                                       | ⊙ Mitten in Bamberg, vor der Teilbibliothek 5 am Kranen                                                                                            | Bücherschrank                                          | Barrierefreier Zugang Ins Leben gerufen wurde er von Andrea Bartl, Professorin für Neuere Deutsche Literaturwissenschaft, zusammen mit Bamberger Germanistik-Studierenden. Finanziert wurde der Bücherschrank durch Spenden des Rotary Clubs Bamberg-Schloss Geyerswörth.                                                     | Juni 2017     |
|                                                                | 96047 | Bamberg                                                       | ⊙ Rathaus Maxplatz, 3. Stock, direkt vor Zimmer 317                                                                                                | Bücherschrank                                          | Zugänglich zu Öffnungszeiten des Rathauses, Mo–Do 7:00 bis 18:00 Uhr und Freitag 7:00 bis 14:00 Uhr; barrierefrei erreichbar über Aufzug | März 2013     |
|                                                                | 96047 | Bamberg                                                       | ⊙ Austraße 14 im Eingangsbereich des Hofcafés | Bücherregal                                            | Barrierefreier Zugang |               |
|                                                                | 96050 | Bamberg                                                       | ⊙ Dr.-von-Schmitt-Str. 19 | Bücherschrank                                          | Barrierefrei zugänglich zu den Öffnungszeiten des Cafés integra MENSCH: Mo–Fr 8:00 bis 15:00 Uhr | Jan. 2020     |
|                                                                | 96050 | Bamberg                                                       | ⊙ Quartiersbüro Ulanenpark Hans Schütz-Str. 3 | Bücherschrank                                          | Geöffnet nur zu Öffnungszeiten des Quartierbüros |               |
|                                                                | 96052 | Bamberg                                                       | ⊙ An den Wachsbleichen (im Durchgang/Eingang zur Tiefgarage Untere Königsstraße)                                                                   | Bücherschrank                                          | Schrank entworfen von Bernd Wagenhäuser. Eingerichtet von der Stadtbau Bamberg GmbH | Juni 2023     |
|                                                                | 96052 | Bamberg                                                       | ⊙ Gartenstädter Markt | Rote Telefonzelle                                      | Gefördert und betreut vom Bürgerverein Gartenstadt und der Stadtbücherei | Apr. 2016     |
|                                                                | 96148 | Baunach                                                       | ⊙ vor Friedhof St. Magdalena | Graue Telefonzelle                                     | |               |
|                                                                | 95444 | Bayreuth                                                      | ⊙ Luitpoldplatz, gegenüber der Sparkasse | Bücherschrank                                          | Barrierefreier Zugang | 2007          |
|                                                                | 96149 | Breitengüßbach                                                | Brunnenplatz Zückshut – die Zelle soll jährlich den Standort wechseln und wird daher auch die Ortsteile Hohengüßbach und Unteroberndorf erreichen. | Telefonzelle                                           | Betreut durch die Gemeindebücherei Breitengüßbach | Mai 2018      |
|                                                                | 97535 | Burghausen                                                    | ⊙ Dorfstr. 32 | Bücherschrank                                          | privat initiiert von Familie Schmitt | Dez. 2024     |
|                                                                | 96450 | Coburg                                                        | ⊙ Am Theaterplatz neben dem Landestheater | Bücherschrank                                          | Barrierefreier Zugang | Dez. 2011     |
| Offener Bücherschrank am Albertsplatz, Coburg                  | 96450 | Coburg                                                        | ⊙ Am Albertsplatz in der Nähe der Bushaltestelle                                                                                                   | Bücherschrank                                          | Barrierefreier Zugang | Aug. 2015     |
| Offener Bücherschrank auf Bertelsdorfer Höhe, Coburg           | 96450 | Coburg                                                        | ⊙ Max-Böhme-Ring, vor Gemeindezentrum der freien evangelischen Gemeinschaft                                                                        | Telefonzelle                                           | Betreut durch freie evangelische Gemeinschaft | 2021          |
|                                                                | 97903 | Collenberg                                                    | ⊙ Im Treppenhaus des Rathauses | Bücherschrank                                          | Öffnungszeiten des Rathauses |               |
|                                                                | 95473 | Creußen                                                       | ⊙ Vor dem neuen Rathaus | Telefonzelle                                           | Betreut durch die VHS | 2014          |
|                                                                | 96117 | Drosendorf                                                    | ⊙ Bushaltestelle Staatsstraße | Bücherschrank                                          | Bücher-Bushaltestelle, die 24 h geöffnet ist | 2020          |
|                                                                | 91320 | Ebermannstadt                                                 | ⊙ Marktplatz | Bücherschrank                                          | Gefördert vom Rotary Club sowie privaten Spendern | 14. Mai 2022  |
|                                                                | 95488 | Eckersdorf                                                    | ⊙ Beim Edeka am Zeltdach | Bücherschrank                                          | Betreut durch Gemeinde Eckersdorf | 16. Mai 2023  |
|                                                                | 63820 | Elsenfeld                                                     | ⊙ Rathausvorplatz, Marienstraße | Telefonzelle                                           | Freunde der Gemeindebibliothek Elsenfeld e. V. | 21. Okt. 2020 |
|                                                                | 97340 | Enheim (Gemeinde Martinsheim)                                 | ⊙ Rastplatz am offenen Bücherschrank (Ortsausgang Richtung Gnodstadt)                                                                              | Bücherschrank                                          | Kooperation von Landfrauen Enheim/Verein der Freiwilligen Feuerwehr Enheim/Gemeinde Martinsheim | Okt. 2022     |
|                                                                | 91054 | Erlangen                                                      | ⊙ Kulturzentrum E-Werk, Fuchsenwiese 1 | Bücherschrank                                          | Gestaltet vom Erlanger Künstler Dieter Erhard | 12. Okt. 2012 |
|                                                                | 91052 | Erlangen                                                      | ⊙ Vor Nürnberger Straße 4, Nähe ehemaliges Nürnberger Tor                                                                                          | BOKX 02 (Basalt/Stahl/ESG)                             | Gefördert durch den Lions Club | 10. Okt. 2012 |
|                                                                | 91056 | Erlangen, Stadtteil Südwest, Gemarkung Hüttendorf             | ⊙ Hüttendorfer Straße 1A | Bücherschrank                                          | Der Bücherschrank wurde ungefähr im Herbst 2022 im Rahmen der Aktion „Klimabudget“ neben der Mitfahrbank Richtung Vach an der Kreuzung Michelbacher Straße/Vacher Straße aufgestellt. | ca. Sep. 2022 |
|                                                                | 91058 | Erlangen-Tennenlohe                                           | ⊙ Bushaltestelle „Tennenlohe Kirche“, Sebastianstraße                                                                                              | Buchhaltestelle                                        | Mit freundlicher Unterstützung der EStW, des Ortsbeirates Tennenlohe und einiger ehrenamtlich engagierter Bürger, geöffnet 24/7 | 24. Mai 2016  |
|                                                                | 90537 | Feucht                                                        | ⊙ Hauptstraße, im Barockgarten des Tucherschlosses                                                                                                 | Bücherschrank                                          | Gemeindebücherei Markt Feucht mit Unterstützung durch die Buchhandlung Kuhn in Feucht | Aug. 2010     |
|                                                                | 90762 | Fürth                                                         | ⊙ Gustavstraße 54 | Bücherschrank                                          | Initiiert und betreut vom Kulturamt der Stadt Fürth | 2014          |
|                                                                | 90762 | Fürth                                                         | ⊙ Dr.-Konrad-Adenauer-Anlage | Bücherschrank                                          | Initiiert vom Kulturamt der Stadt Fürth; betreut vom Kulturamt und Paten | Juli 2019     |
|                                                                | 90762 | Fürth                                                         | ⊙ Foyer im Kulturforum Fürth | Bücherregal                                            | nur zu den Öffnungszeiten zugänglich | 2012          |
|                                                                | 95497 | Goldkronach                                                   | ⊙ Marktplatz | Telefonzelle                                           | Gestiftet von Ingrid und Klaus-Erik Ziesemer | Sep. 2020     |
|                                                                | 63762 | Großostheim                                                   | ⊙ Promenadenweg, Nähe Mühltörchen neben Kinderspielplatz                                                                                           | Telefonzelle                                           | | Okt. 2020     |
|                                                                | 97840 | Hafenlohr                                                     | ⊙ Hauptstraße 9, ehemalige Raiffeisenbank-Filiale mit noch bestehendem Geldautomaten, dadurch jederzeit zugänglich                                 | Bücherregal                                            | | 2018          |
|                                                                | 96103 | Hallstadt                                                     | ⊙ Literatur im Park | graue Telefonzelle                                     | Stadtbücherei St. Kilian |               |
|                                                                | 97762 | Hammelburg                                                    | ⊙ Am Sportzentrum 8 | Telefonzelle „lesbar“                                  | Organisiert von der Stadtbibliothek Hammelburg; nur während des Freibadbetriebes zugänglich | Juli 2014     |
|                                                                | 97762 | Hammelburg                                                    | ⊙ Bahnhofstraße 2 | Kleinstbibliothek minibib 1                            | Initiiert von der Stadtbibliothek Hammelburg | Juli 2015     |
|                                                                | 97762 | Hammelburg                                                    | ⊙ Westheim, gegenüber Feuerwehrhaus | Kleinstbibliothek minibib 2                            | Initiiert von der Stadtbibliothek Hammelburg | Juli 2015     |
|                                                                | 97437 | Haßfurt                                                       | ⊙ Floriansplatz, neben dem Parkscheinautomaten | Bücherschrank                                          | Initiiert vom Lions-Club Haßberge | 8. Juni 2019  |
|                                                                | 63840 | Hausen                                                        | ⊙ Hauptstraße 74 | alter Kühlschrank                                      | |               |
|                                                                | 95233 | Helmbrechts (Oberfranken)                                     | ⊙ Gustav-Weiß-Straße 2, Alte Weberei | Stahlschrank                                           | | 2016          |
|                                                                | 91074 | Herzogenaurach                                                | ⊙ auf Höhe von Bahnhofstraße 5 | Bücherschrank                                          | Der vom „Generationen.Zentrum“ betreute Bücherschrank aus Cortenstahl ist von zwei Seiten zu öffnen (die Bildmontage zeigt beide) und steht bei einer Parkanlage in der Nähe des Kreisverkehrs („Postkreisel“ bzw. „Kreisl“) an der Kreuzung An der Schütt / Bahnhofstraße.                                                   | 2019          |
|                                                                | 91074 | Herzogenaurach, Gemarkung Burgstall, Gemeindeteil Hauptendorf | ⊙ Sandleite | Bücherschrank                                          | Die Bildmontage zeigt den vom „Generationen.Zentrum“ betreuten Bücherschrank auf der Rückseite vom Fischhaus. |               |
|                                                                | 91093 | Heßdorf                                                       | ⊙ Hannberger Straße 5 | Bücherregale                                           | die „Bücher-Spiele Haltestelle“ befindet sich im jederzeit zugänglichen Windfang vor dem Foyer des nach einem Umbau am 26. September 2024 neueröffneten Bürgerbüros der Verwaltungsgemeinschaft Heßdorf | 2024          |
|                                                                | 91093 | Heßdorf, Gemeindeteil Klebheim                                | ⊙ Höchstadter Straße 4 | Bücherschrank                                          | die „Bücher-Spiele Haltestelle“ (ein Metallspind) befindet sich im Buswartehäuschen der Haltestelle „Klebheim“ der VGN-Buslinie 203 (Aisch-Express) in der Nähe des Indischen Restaurants „Noon Mirch“. |               |
|                                                                | 96114 | Hirschaid                                                     | ⊙ Rathaus, Kirchplatz 6, Eingangsbereich | Bücherschrank                                          | Zugänglich zu Öffnungszeiten des Rathauses, Montag 7:30–12:00 Uhr, Dienstag 7:30–12:00 Uhr und 14:00–17:00 Uhr, Mittwoch 7:30–12:00 Uhr, Donnerstag 7:30–12:00 Uhr und 14:00–18:00 Uhr, Freitag 7:30–12:00 Uhr |               |
|                                                                | 95028 | Hof (Saale)                                                   | ⊙ Fabrikzeile 21 | Bücherregal                                            | Im Bildungszentrum der VHS Landkreis Hof mit Sitzgelegenheiten und Getränken | 1. Okt. 2012  |
|                                                                | 95028 | Hof (Saale)                                                   | ⊙ Dr.-Wirth-Platz | Bücherregal                                            | | 18. Apr. 2015 |
|                                                                | 95028 | Hof (Saale)                                                   | ⊙ Botanischer Garten | Bücherschrank                                          | Zugänglich während der Öffnungszeiten des Botanischen Gartens |               |
|                                                                | 97461 | Hofheim in Unterfranken                                       | ⊙ Hauptstraße 12, Maya’s Café und Unverpacktladen (im Cafe)                                                                                        | Bücherregal                                            | Geöffnet Mittwoch – Sonntag von 11 bis 18 Uhr, Regal befindet sich im Café | 5. Mai 2022   |
|                                                                | 91126 | Kammerstein                                                   | ⊙ Rathausplatz (seitlich der Feuerwehr) im Kammersteiner Kultur-Kasten                                                                             | Weißes „Billy“-Regal                                   | Geöffnet außer an kritischen Tagen (Walpurgisnacht, Halloween) | 5. Sep. 2013  |
|                                                                | 97753 | Karlstadt                                                     | ⊙ Marktplatz | Telefonzelle                                           | Offener Bücherschrank am Marktplatz | 2017          |
|                                                                | 97270 | Kist                                                          | ⊙ Am Friedhof 1 | Bücherschrank                                          | Der von der örtlichen Bücherei betreute Offene Bücherschrank im Wartehäuschen der NVM-Bushaltestelle „Altertheimer Straße“ befindet sich im Eigentum der Gemeinde und stand ursprünglich bis Oktober 2023 im Hof der Bücherei, bevor er wegen Umbauarbeiten am aktuellen (Stand Mitte März 2025) Standort aufgestellt wurde.  |               |
|                                                                | 90530 | Kleinschwarzenlohe                                            | ⊙ Rangauhalle | Telefonzelle                                           | Offener Bücherschrank |               |
|                                                                | 97318 | Kitzingen                                                     | ⊙ Schrannenstr. 35 | Offener Bücherschrank                                  | Bürgerzentrum Kitzingen | 2023          |
|                                                                | 95189 | Köditz                                                        | ⊙ Bücherschrank im Park Köditz | Bücherschrank                                          | Jederzeit zugänglich |               |
|                                                                | 96317 | Kronach                                                       | ⊙ Marienplatz | BOKX 01 COR-TEN-Stahl/ESG                              | Gefördert durch den Lions Club | 2009          |
|                                                                | 95326 | Kulmbach                                                      | ⊙ Holzmarkt | Vitrine                                                | Gefördert durch den Lions Club |               |
| Bücherschrank                                                  | 91207 | Lauf a.d. Pegnitz                                             | ⊙ Ecke Höllgasse/Johannisstraße; an der Pegnitzbrücke mit Schlossblick                                                                             | Bücherschrank                                          | betreut von den Altstadtfreunden Lauf | 26. Sep. 2016 |
|                                                                | 63846 | Laufach                                                       | ⊙ gegenüber Rathaus | Telefonzelle                                           | bestückt durch die katholische öffentliche Bücherei Laufach | Feb. 2020     |
|                                                                | 63849 | Leidersbach                                                   | ⊙ Nähe Bücherei | Telefonzelle                                           | | Juli 2017     |
| Bücherschrank in Leupoldsgrün                                  | 95191 | Leupoldsgrün                                                  | ⊙ Am Anger / Angerstraße | Stahlschrank                                           | | 2020          |
| Bücherschrank in Lichtenberg                                   | 95192 | Lichtenberg                                                   | ⊙ Nailaer Straße 2 | Bücherschrank                                          | | Mai 2017      |
|                                                                | 96215 | Lichtenfels                                                   | ⊙ Marktplatz, Nähe Floriansbrunnen | Bücherschrank                                          | | ca. 2019      |
|                                                                | 97816 | Lohr am Main                                                  | ⊙ Stadtpark | Telefonzelle                                           | | 2017          |
|                                                                | 96337 | Ludwigsstadt                                                  | ⊙ Marktplatz, Ecke Rathausgäßlein | BOKX 01 COR-TEN-Stahl/ESG                              | Gefördert durch den Lions Club | 2009          |
|                                                                | 63814 | Mainaschaff                                                   | ⊙ An der Senne (vor dem evangelischen Gemeindezentrum)                                                                                             | Bücherschrank                                          | betreut von der Frauen-Union Mainaschaff | Apr. 2020     |
|                                                                | 97340 | Marktbreit                                                    | ⊙ im Schloss | Bücherkiste, Bücherständer                             | zu den Öffnungszeiten des Schlosses; Gaststätte im Erdgeschoss | Jan. 2010     |
|                                                                | 97340 | Marktbreit, Ortsteil Gnodstadt                                | ⊙ Hauptstraße 14 | Bücherschrank                                          | 24 h geöffnet, barrierefreier Zugang | März 2020     |
|                                                                | 96257 | Marktgraitz                                                   | in der „Loggia“ am Marktplatz | Holz-Bücherschrank mit Glastüren                       | [ 21 ] [ 22 ] | Juni 2021     |
|                                                                | 97828 | Marktheidenfeld                                               | ⊙ Busbahnhof Adenauerplatz | Ehemalige Schließfächer                                | „Buchbahnhof“ | 2011          |
|                                                                | 97828 | Marktheidenfeld                                               | ⊙ Jugendzentrum MainHaus, Lengfurter Straße 26 | Bücherschrank                                          | 24 h geöffnet, barrierefreier Zugang, unteres Fach für Kinder- und Jugendliteratur | 2021          |
|                                                                | 63897 | Miltenberg                                                    | ⊙ Hauptstraße 58 (Engelplatz) | Metallschrank mit Glas                                 | | 2015          |
|                                                                | 95119 | Naila                                                         | ⊙ Marktplatz 8, neben dem Rathaus | Bücherregal                                            | Im Foyer der m8-Diakonie am Marktplatz, Montag bis Donnerstag ganztägig geöffnet, Freitag unregelmäßig besetzt | März 2014     |
|                                                                | 95119 | Naila                                                         | ⊙ Albin-Klöber-Straße 11 | Telefonzelle                                           | Vor der Grundschule | Juli 2014     |
|                                                                | 96465 | Neustadt bei Coburg                                           | ⊙ Arnoldplatz | Metallschrank verglast                                 | Öffentlicher Bücherschrank mit Kinderfach | März 2016     |
|                                                                | 90475 | Nürnberg-Altenfurt Nord                                       | ⊙ TSV Altenfurt | Bücherregal                                            | |               |
|                                                                | 90403 | Nürnberg-Altstadt (St. Sebald)                                | ⊙ Egidienplatz | Bücherschrank                                          | Aufgestellt von der Bürgerstiftung Nürnberg | 29. Apr. 2016 |
|                                                                | 90429 | Nürnberg-Bärenschanze                                         | ⊙ Veit-Stoß-Platz | Bücherregal                                            | Aufgestellt von der Bürgerstiftung Nürnberg | 21. Juli 2014 |
|                                                                | 90478 | Nürnberg-Dutzendteich                                         | ⊙ Eingangsbereich des Gutmann am Dutzendteich | Bücherregal                                            | nur zu den Öffnungszeiten zugänglich |               |
|                                                                | 90419 | Nürnberg-St. Johannis                                         | ⊙ Bielingplatz | Vitrine                                                | Aufgestellt von der Bürgerstiftung Nürnberg | 20. Aug. 2020 |
|                                                                | 90427 | Nürnberg-Schniegling                                          | ⊙ Kriegsopfersiedlung, Dorfplatz in der Pfandäckerstraße 18, Ecke Leitenfeldstraße 34                                                              | Telefonzelle                                           | Öffentlicher Bücherschrank der Siedlervereinigung Nürnberg-Schniegling e. V., rund um die Uhr zugänglich | Sep. 2022     |
|                                                                | 90431 | Nürnberg-Schoppershof                                         | ⊙ Martin-Richter-Straße | Vitrine                                                | Aufgestellt von der Bürgerstiftung Nürnberg | 28. Sep. 2017 |
|                                                                | 90461 | Nürnberg Hasenbuck                                            | ⊙ Frankenstraße 200 | Verschenkhaus                                          | Z-Bau |               |
| Obernburger Bücher Box bis 2023 · Bücherschrank seit 2023      | 63785 | Obernburg am Main                                             | ⊙ An der Mainbrücke | Metallschrank                                          | LeseZeichen – Förderverein der Stadtbücherei Obernburg e. V. (Im Februar 2023 durch Brand zerstört, soll wieder aufgebaut werden.) | 10. Mai 2018  |
| Öffentlicher Bücherschrank Pommersfelden Bushaltestelle Kirche | 96178 | Pommersfelden                                                 | ⊙ gegenüber der Hauptstraße 12, neben der Kirche in einer Bushaltestelle                                                                           | Holzregal                                              | Gemeinde Pommersfelden | 15. Juni 2024 |
|                                                                | 97283 | Riedenheim                                                    | Ortsmitte, neben der Linde | Stahlschrank                                           | Finanzierung: gefördert als Teil des Regionalprojekts mit Mitteln des Freistaates Bayern, der Bundesrepublik Deutschland sowie der Arbeitsgemeinschaft Interkommunale Allianz Fränkischer Süden, unterstützt vom Amt für Ländliche Entwicklung                                                                                | Apr. 2021     |
|                                                                | 90552 | Röthenbach an der Pegnitz                                     | ⊙ Neue Mitte beim Luitpoldplatz | Telefonzelle                                           | | 2011          |
|                                                                | 90530 | Röthenbach bei Sankt Wolfgang                                 | ⊙ am Ludwigskanal (Höhe Alte Salzstraße) | Telefonzelle                                           | | 2024          |
|                                                                | 91126 | Schwabach                                                     | ⊙ Königsplatz 29 b | Künstlerisch gestaltetes Büchertausch-Regal tauschmich | Im Foyer der Stadtbibliothek | 2011          |
|                                                                | 91126 | Schwabach                                                     | ⊙ Markgrafenstraße 12, Schwabach | Bücherregal                                            | Regal im Eingangsbereich der Sparkasse im Ortsteil Unterreichenbach | 2017          |
|                                                                | 95131 | Schwarzenbach am Wald                                         | ⊙ Zeppelinstraße, Obergeschoss über dem Landgasthaus Döbraberg                                                                                     | Bücherregal                                            | Im Vorraum der Stadtbücherei, Dienstag 15:00–17:00 Uhr, Donnerstag 15:00–18:30 Uhr | März 2013     |
|                                                                | 95126 | Schwarzenbach an der Saale                                    | ⊙ Bahnhofstraße, Ecke Hühnergäßchen, beim Bahnübergang                                                                                             | Telefonzelle, Schwarzenbacher Bücherquelle             | | 28. Nov. 2018 |
|                                                                | 97421 | Schweinfurt                                                   | ⊙ Zeughausplatz | Telefonzelle                                           | Zeughaus | Dez. 2015     |
| Bücherschrank                                                  | 90547 | Stein                                                         | ⊙ Nahe Hauptstraße (am Forum) | Telefonzelle                                           | Bemalt von der Mittelschule Stein | 2016          |
| Bücherschrank                                                  | 63834 | Sulzbach am Main                                              | ⊙ Spessartstraße, gegenüber der Kirche | Bücherschrank                                          | Zugleich Bookcrossing-Zone | Okt. 2012     |
|                                                                | 63834 | Sulzbach am Main (Ortsteil Dornau)                            | ⊙Bushaltestelle in Dornau | Bücherschrank                                          | Zugleich Bookcrossing-Zone |               |
|                                                                | 97320 | Sulzfeld am Main                                              | ⊙ gegenüber vom „Oberen Maintor“ | Bücherschrank                                          | | 2022          |
|                                                                | 96355 | Tettau                                                        | ⊙ Feuerwehrhaus | Bücherschrank                                          | Täglich von 8 bis 20 Uhr zugänglich | Juni 2014     |
|                                                                | 97288 | Theilheim                                                     | ⊙ Bachstraße 17, 97288 Theilheim | Telefonzelle                                           | Die „Theilheimer Bücherzelle“ mit Sitzbank steht gegenüber der Katholischen Öffentlichen Bücherei Theilheim. | Juli 2021     |
|                                                                | 91478 | Ulsenheim, Gemeinde Markt Nordheim                            | ⊙ vor der St.-Jakob-Kirche | Bücherschrank in einer Telefonzelle                    | barrierefreier Zugang möglich, in einer ehemaligen Telefonzelle vor der Gemeindeverwaltung Ulsenheim | vor 2020      |
| Öffentlicher Bücherschrank Uttenreuth                          | 91080 | Uttenreuth                                                    | ⊙ Erlanger Straße 18 (Bushäuschen direkt vor dem Getränkemarkt)                                                                                    |                                                        | „Buch-Haltestelle“, initiiert durch Erika Hladky (Bücherschrankpatin), Träger Gemeinde Uttenreuth | Nov. 2013     |
| Öffentliche Bücherbox Veitshöchheim                            | 97209 | Veitshöchheim                                                 | ⊙ Erwin-Vornberger-Platz (vor dem Rathaus) | Bücherbox                                              | Betreut von der Bücherei im Bahnhof |               |
| Öffentlicher Bücherschrank Waldbrunn                           | 97295 | Waldbrunn                                                     | ⊙ Hauptstraße 4 (beim Mehrgenerationenhaus „WABE“ des Vereins „WaBe - Waldbrunner Bürgerengagement“)                                               | Bücherschrank                                          | Der Bücherschrank, welchen die Bildmontage von zwei Seiten zeigt, befindet sich in der Nähe von Rathaus und der katholischen Pfarrkirche St. Norbert. |               |
| Öffentlicher Bücherschrank Weidenberg                          | 95466 | Weidenberg                                                    | ⊙ Eichendorffring 22 (am Eingang Bürogebäude META-Team)                                                                                            | Bücherschrank                                          | Der Bücherschrank wurde initiiert von Kora & Lutz Völkl | Okt. 2021     |
|                                                                | 90530 | Wendelstein, Gemeindeteil Großschwarzenlohe                   | ⊙ Parkstraße 2 | Telefonzelle                                           | Die von der Bücherei Wendelstein betreute Bücherzelle mit kleiner Grünanlage und Sitzbänken steht in der Nähe der Bushaltestelle. | 2024          |
| Öffentlicher Bücherschrank Wiesenthau                          | 91369 | Wiesenthau                                                    | ⊙ Hauptstraße 22 (Vorgarten) | Rote Telefonzelle                                      | Betreiber: Gemeinde Wiesenthau | 15. März 2024 |
|                                                                | 91637 | Wörnitz                                                       | ⊙ Georg-Ehnes-Platz 2 | Metallschrank(?)                                       | Das Bücherregal befindet sich im Eingangsbereich des Gasthauses Taverna Diaz. Da es zwischen äußerer und innerer Tür angebracht ist, kann man es besuchen, ohne die Gaststube zu betreten. Öffnungszeiten: Dienstag – Freitag: 11.00 – 14.30 Uhr; 17.00 – 23.30 Uhr; Samstag und Sonntag: 11.00 – 23.30 Uhr; Montag: Ruhetag. | vor Sep. 2018 |
|                                                                | 91637 | Wörnitz                                                       | ⊙ Ortsteil Mittelstetten, Höhe Hausnr. 2 | Metallschrank                                          | privat initiiert und betreut | ca. 2021      |
| Bücherschrank Würzburg Eichhornstraße                          | 97070 | Würzburg                                                      | ⊙ Eichhornstraße | Metallschrank verglast                                 | Gestiftet von Stadt Würzburg, Main-Post, Koenig & Bauer, Krick-Verlag und Vogel Business Media als Teil der Aktion „Leseförderung in der Region Würzburg“ | Aug. 2017     |
|                                                                | 97072 | Würzburg                                                      | ⊙ Studentenhaus Würzburg, Foyer der Mensa am Studentenhaus                                                                                         | Bücherregal                                            | Bücherschrank des Studentenwerks Würzburg, im Foyer der Mensa am Studentenhaus. Zugang zum Bücherschrank ist nur während der Öffnungszeiten der Mensa möglich. |               |
|                                                                | 97076 | Würzburg-Lengfeld                                             | ⊙ gegenüber der Kürnachtalhalle, bei der Fußgängerbrücke über die Kürnach                                                                          | Metallschrank verglast                                 | | 23. Nov. 2021 |
|                                                                | 97080 | Würzburg-Grombühl                                             | ⊙ Wagnerplatz/Ecke Matterstockstraße | Metallschrank verglast                                 | zweiter Bücherschrank in Würzburg, finanziert von der „Bürgerstiftung Würzburg und Umgebung“ und der „Zukunftsstiftung Würzburg“ | 2. Dez. 2019  |
|                                                                | 90513 | Zirndorf                                                      | ⊙ Hinter dem Rathaus, auf dem Partnerschaftsplatz                                                                                                  | Bücherschrank                                          | Rund um die Uhr zugänglich, Geschenk der Partnerstadt Bourganeuf | 24. Mai 2019  |

### Oberpfalz
| Bild                                                                                              | PLZ   | Ort                                | Lage | Ausführung                                                | Anmerkung | Seit          |
| ------------------------------------------------------------------------------------------------- | ----- | ---------------------------------- | --- | --------------------------------------------------------- | --- | ------------- |
| Öffentlicher Bücherschrank Amberg Georgenstrasse                                                  | 92224 | Amberg                             | ⊙ Georgenstraße 55 | Bücherschrank                                             | [ 45 ] | Nov. 2018     |
| Öffentlicher Bücherschrank Amberg Am Vilsufer                                                     | 92224 | Amberg                             | ⊙ Am Vilsufer | Bücherschrank                                             | Bücherschrank steht am Vilsufer in Sichtweite der Stadtbrille |               |
| Öffentlicher Bücherschrank in Brennberg                                                           | 93179 | Brennberg                          | ⊙ Johannisstraße 13 | Bücherschrank                                             | In einem hölzernen Nebengebäude des ehemaligen Spitals |               |
| Öffentlicher Bücherschrank auf dem Marktplatz in Cham                                             | 93413 | Cham                               | ⊙ Marktplatz | Bücherschrank                                             | Barrierefreier Zugang. Gefördert und betreut von der Stadtbibliothek Cham. | Aug. 2016     |
|                                                                                                   | 92345 | Dietfurt                           | ⊙ Rathauspassage | Bücherkiste                                               | Betreut von der Stadtbücherei Dietfurt | Mai 2025      |
| Bücherzelle Donaustauf vor dem Gebäude der Verwaltungsgemeinschaft Donaustauf, weiße Telefonzelle | 93093 | Donaustauf                         | ⊙ Vor dem Gebäude der Verwaltungsgemeinschaft Donaustauf                                                               | Weiße Telefonzelle                                        | Betreut von der Gemeindebücherei Donaustauf. | Feb. 2023     |
|                                                                                                   | 92694 | Etzenricht                         | ⊙ Weidener Str. 24 | Bücherwurm Telefonzelle                                   | 24 Std. mit Beleuchtung geöffnet |               |
| Öffentlicher Bücherschrank in Frauenzell                                                          | 93179 | Frauenzell (Brennberg)             | ⊙ Frauenzell 1 | Kleines Abteil mit Glastür und Holzregal                  | In einem Pavillon am Rand des Platzes vor der ehemaligen Klosterkirche Frauenzell |               |
|                                                                                                   | 93092 | Friesheim (Gemeinde Barbing)       | ⊙ Bushaltestelle am Dorfplatz in der Friesheimer Hauptstraße                                                           | Werkstattschrank                                          | Initiative von Christine Kroschinski, Spende eines Schrankes von Heinz Kroschinski, Montage: Xaver Girschick und Heinz Kroschinski, Erstausstattung: Buchhändlerin Michaela Sheppard, Renate Girschick und Christine Kroschinski | 16. März 2021 |
|                                                                                                   | 93182 | Heitzenhofen (Gemeinde Duggendorf) | ⊙ Amberger Str. 4 | Telefonzelle                                              | Am Parkplatz des Unverpacktladens „Die Nachfüllbar“ | März 2023     |
| Öffentlicher Bücherschrank in Hemau                                                               | 93155 | Hemau                              | ⊙ Probsteigaßl 1 | grauer Metallschrank                                      | | Juni 2022     |
|                                                                                                   | 93138 | Lappersdorf                        | ⊙ Am Silbergarten 6 | Bücherregal                                               | Im Foyer der DAV-Kletterhalle |               |
| Bücher-Telefonzelle am Parkplatz des Aurelium                                                     | 93138 | Lappersdorf                        | ⊙ Am Anger | Dunkelgrau gestrichene Telefonzelle                       | Am Parkplatz des Kulturzentrums „Aurelium“ |               |
|                                                                                                   | 92331 | Lupburg                            | ⊙ Parsberger Straße, Schulbushaltestelle                                                                               | Bushäuschen                                               | |               |
| Öffentlicher Bücherschrank Mühlbach                                                               | 92345 | Mühlbach                           | ⊙ Auf dem Kirchplatz in der Ortsmitte, neben dem Mühlbach                                                              | Holzhaus                                                  | Initiiert durch Erika Hladky, umgesetzt mit Hilfe von Bernhard May (Ortssprecher Mühlbach) und Dieter Gebelein (KGM) | Apr. 2013     |
| Öffentlicher Bücherschrank Nabburg                                                                | 92507 | Nabburg                            | ⊙ Jägerring, Ecke Danziger Weg                                                                                         | weinroter Kühlschrank mit Dach                            | betreut durch Petra Ferstl |               |
|                                                                                                   | 92318 | Neumarkt in der Oberpfalz          | ⊙ In der unteren Marktstraße direkt am unteren Tor                                                                     | Bücherschrank                                             | |               |
|                                                                                                   | 92431 | Neunburg vorm Wald                 | ⊙ Stadthalle (Schwarzachtalhalle)                                                                                      | Bücherschrank                                             | |               |
|                                                                                                   | 93073 | Neutraubling                       | ⊙ Marktplatz | Gläserner Pavillon                                        | Stadt Neutraubling | Mai 2021      |
| Öffentliches Bücherregal Obertraubling                                                            | 93083 | Obertraubling                      | ⊙ Regensburger Straße, Bushaltestelle an der Kirche                                                                    | Metallregal mit Plexiglas, integriert in Buswartehäuschen | Bund für Umwelt und Naturschutz Deutschland Ortsgruppe Obertraubling | Mai 2018      |
|                                                                                                   | 93188 | Pielenhofen                        | ⊙ Klosterstraße 10, beim ehemaligen Kloster Pielenhofen, aktuell Herder-Schule und Kulturzentrum                       | Telefonzelle                                              | Die Bücherzelle („Tauschbücherei Pielenhofen“) wurde von der Gemeinde Pielenhofen aufgestellt | Mai 2019      |
| Öffentlicher Bücherschrank Pyrbaum                                                                | 90602 | Pyrbaum                            | ⊙ im Schlossgraben | Vitrine                                                   | Bürgerschaftliches Engagement Schlossgraben (BES) | 28. Okt. 2018 |
| Öffentlicher Bücherschrank Hochschule Regensburg                                                  | 93053 | Regensburg                         | ⊙ Seybothstraße 2, im Eingangsbereich der Bibliothek                                                                   | Bücherregal                                               | Bibliothek der Hochschule Regensburg (Mo–Fr 08:00–22:00 Uhr, Sa 09:00–20:00 Uhr), zugleich Bookcrossing-Zone | Aug. 2011     |
| Öffentlicher Bücherschrank Universität Regensburg                                                 | 93053 | Regensburg                         | ⊙ Im unteren Foyer der Zentralbibliothek (Ebene 5)                                                                     | Bücherregal                                               | Universität Regensburg, zugleich Bookcrossing-Zone | März 2012     |
| Bücher-Telefonzelle Regensburg                                                                    | 93059 | Regensburg-Stadtamhof              | ⊙ die Bücherzelle „SeitenWechsel“ des KulTür Regensburg e. V. befindet sich beim Andreasstadel in der Andreasstraße 28 | Telefonzelle                                              | Eingerichtet von Studenten der OTH Regensburg | Jan. 2017     |
|                                                                                                   | 93047 | Regensburg                         | ⊙ Wahlenstraße 17 | Bücherregal                                               | Im Zwischenbereich von Café und PopUp-Workshop-Raum vom Degginger | ?             |
|                                                                                                   | 93053 | Regensburg-Kasernenviertel         | ⊙ Walderdorffstraße 13 b                                                                                               | Telefonzelle                                              | die Bücherzelle vor den Räumlichkeiten des Binary Kitchen e. V. wurde vom Quartiersmanagement Soziale Stadt Innerer Südosten initiiert                                                                                           | 2020          |
| Büchertauschschrank Sarching                                                                      | 93092 | Sarching (Gemeinde Barbing)        | ⊙ Am Kirchplatz bei der öffentlichen Anschlagtafel der Gemeinde Barbing                                                | Metallaktenschrank                                        | Initiative: Christa Karl, Christine Kroschinski; Spende: Andreas Gröschl; Montage: Heinz Kroschinski und Andreas Gröschl; Erstbefüllung: Christa Karl und Andreas Gröschl                                                        | 3. Apr. 2021  |
|                                                                                                   | 92421 | Schwandorf                         | ⊙ Unterer Marktplatz, am Glockenspiel                                                                                  | Bücherschrank                                             | |               |
|                                                                                                   | 93161 | Sinzing                            | ⊙ Rosenweg | rot gestrichenes Holzhäuschen                             | Hofeinfahrt Hausnummer 5 |               |
|                                                                                                   | 93105 | Tegernheim                         | ⊙ Kirchstraße 14 | Telefonzelle                                              | die von der Gemeindebücherei Tegernheim betreute „Buchhaltestelle“ befindet sich gegenüber vom Haus der Begegnung | 2019          |
|                                                                                                   | 92648 | Vohenstrauß                        | ⊙ Friedrichstraße 12                                                                                                   | Bücherregal                                               | Im Eingangsbereich des Café „Friedrich“. | 8. Mai 2020   |
|                                                                                                   | 92637 | Weiden (Oberpfalz)                 | ⊙ Luitpoldstraße 24 | rote Telefonzelle                                         | |               |
|                                                                                                   | 93109 | Wiesent                            | ⊙ Schloßplatz 3 | geschlossener Holzschrank                                 | rechts vor dem Eingang der Regionalstube; betrieben von der KLJB Wiesent |               |
|                                                                                                   | 93086 | Wörth an der Donau                 | ⊙ Kirchplatz 3 | Telefonzelle                                              | die vom Büchereiteam der Stadtbücherei betreute Bücherzelle steht direkt im Stadtpark Wörth |               |

### Niederbayern
| Bild                                                      | PLZ   | Ort                                       | Lage | Ausführung                                          | Anmerkung | Seit            |
| --------------------------------------------------------- | ----- | ----------------------------------------- | --- | --------------------------------------------------- | --- | --------------- |
|                                                           | 93326 | Abensberg                                 | ⊙ Am Bahnhof | rot gestrichene Telefonzelle                        | | Aug. 2019       |
|                                                           | 94072 | Bad Füssing, Gemeindeteil Aigen am Inn    | ⊙ Der Bücherschrank der Bücherei Aigen am Inn steht im Dorfgarten am Wagnerweg zwischen der Pfarrkirche St. Stephan und dem Feuerwehrhaus. | roter Bücherschrank, den man beidseitig öffnen kann | Finanziert und gefördert von der Gemeinde Bad Füssing und der ILE an Rott und Inn. | Aug. 2021       |
| Bücherbaum Deggendorf aktueller Standort, seit 21.08.2023 | 94469 | Deggendorf                                | ⊙ Rosengasse 19, schräg gegenüber der Stadtbibliothek                                                                                      | Bücherbaum (Baumstamm) mit Glastür und Glasdach     | Der vom Kunstverein Deggendorf e. V. und Sponsoren gespendete und von Freiwilligen (Bücherbaumpaten) betreute Bücherbaum wurde am 21. August 2023 vom ursprünglichen Standort Pfleggasse 23 vor der Kunstwerkstatt an die aktuelle Stelle im Kulturviertel versetzt. | 11. Mai 2016    |
|                                                           | 94539 | Eidsberg                                  | ⊙ In der Bushaltestelle | einfaches offenes Regal im Buswartehäuschen         | |                 |
|                                                           | 94419 | Englmannsberg bei Reisbach                | ⊙ Dingolfinger Str. 94 | Bananenkiste                                        | initiiert und betreut von Christian Hubl | Nov. 2019       |
|                                                           | 94104 | Enzersdorf                                | Enzersdorf 15 ⊙ |                                                     | |                 |
|                                                           | 84061 | Ergoldsbach, Ortsteil Prinkofen           | ⊙ Regensburger Str. / Ecke Feuerhausstraße, bei der Bushaltestelle                                                                         | gelbe Telefonzelle                                  | initiiert und betreut von Lydia und Florian Göpfert Öffnungszeiten: im Sommer Mo–Fr 7–20 Uhr, Sa+So 8–20 Uhr im Winter jeweils nur bis 19 Uhr | 6. Mai 2022     |
|                                                           | 94544 | Garham bei Hofkirchen (Donau)             | ⊙ zwischen Hofmarkstraße 3 und 5 | Gondel                                              | die mit finanzieller Hilfe der ILE Klosterwinkel umgebaute Gondel aus Predazzo im Ski Center Latemar wird von der Hofkirchener Gemeinderätin Petra Söldner betreut                                                                                                   | Okt. 2021       |
|                                                           | 84097 | Herrngiersdorf, Ortsteil Sandsbach        | ⊙ | graue Metallhütte                                   | neben der Infotafel für den Storchenweg, gegenüber dem Sandsbacher Vereinsstadel und links neben dem Pfarrheim an der Schulstraße. | Apr. 2022       |
|                                                           | 84098 | Hohenthann                                | ⊙ Rottenburger Straße / Ecke Gambacher Straße                                                                                              | Gelbe Telefonzelle                                  | Initiiert, aufgestellt und betreut von der Hohenthanner Bürger- und Umweltliste (H-BUL) | 22. Okt. 2017   |
|                                                           | 94547 | Iggensbach                                | ⊙ Hauptstraße, vor der Kirche |                                                     | | vor Juni 2021   |
|                                                           | 93309 | Kelheim                                   | ⊙ Wohnmobilstellplatz am Pflegerspitz | weinrot gestrichene Telefonzelle                    | „Die kleine Bücherei“ |                 |
|                                                           | 93309 | Kelheim                                   | ⊙ Regensburger Straße 15 | Holzschrank mit Glastüren                           | ist auch als Offizielle Bookcrossing-Zone registriert | 3. Juli 2019    |
|                                                           | 93309 | Kelheim                                   | Marienplatz | Metallschrank                                       | in Zuständigkeit des Büchereiteams | 2020            |
|                                                           | 94526 | Metten                                    | ⊙ Prälatengarten | Metallschrank                                       | Markt Metten | vermutlich 2023 |
| Bücherregal Mitterfels                                    | 94360 | Mitterfels                                | ⊙ Burgstraße 7 | Bücherregal                                         | mit Bank vor Wohnhaus | 2021            |
|                                                           | 94152 | Neuhaus am Inn                            | ⊙ Im Skulpturenpark nahe der Alten Innbrücke, zwischen Schärdinger Straße, Innlände und Postgasse                                          | Bücherschrank                                       | |                 |
|                                                           | 84100 | Niederaichbach                            | ⊙ Pfarrer-Häberl-Platz 6 | Bücherschrank                                       | im ehemaligen Eingangsbereich des Kindergartens, rund um die Uhr zugänglich | Aug. 2020       |
|                                                           | 93351 | Painten                                   | ⊙ Marktplatz | graue Telefonzelle                                  | auf dem Marktplatz auf Höhe der Raiffeisenbank, rund um die Uhr zugänglich, Sitzbänke vorhanden | Sep. 2022       |
|                                                           | 84347 | Pfarrkirchen                              | ⊙ Marienplatz 1 | Bücherschrank                                       | umgebauter Schrank an der historischen Stadtmauer | 2019            |
|                                                           | 94447 | Plattling                                 | ⊙ Ludwigsplatz | Bücherbaum                                          | Bücherbaum in Panda-Form am Ludwigsplatz, nahe der Kreuzung | 23. März 2021   |
|                                                           | 94099 | Ruhstorf an der Rott                      | ⊙ Wasserfeldstraße 4 | Bücherschrank                                       | der adaptierte Bauernschrank steht auf Initiative von Ingrid Huber bei der Änderungsschneiderei „Nähstüberl Huber“ | März 2021       |
|                                                           | 94469 | Deggendorf, Ortsteil Rettenbach           | Angerweg 1⊙ | Bücherschrank (Baumstamm)                           | vor dem alten Florianhäusl, neben Sitzbank und Dorfbrunnen | 2025            |
| Bücherschrank Mitterfecking                               | 93342 | Saal an der Donau, Ortsteil Mitterfecking | ⊙ Saaler Straße | Gemauertes Bücherhäuschen                           | neben einer Bushaltestelle | Juli 2015       |
|                                                           | 84337 | Schönau                                   | ⊙ Baron-Riederer-Straße 18 | rot gestrichener Verteilerkasten                    | |                 |
|                                                           | 94560 | Stephansposching                          | ⊙ Deggendorfer Straße 8 | Bücherbaum                                          | unter dem Dachvorsprung |                 |
| Bücherregal an der vhs Straubing                          | 94315 | Straubing                                 | ⊙ Steinweg 56, Eingang „blaue Tür“ und dann links im Erdgeschoss                                                                           | Bücherregal                                         | Volkshochschule Straubing im Aufenthaltsraum „Café-Treff“, zugänglich während Kursbetrieb, täglich 08:00–21:30 Uhr, barrierefrei, zugleich Bookcrossing-Zone | Sep. 2013       |
|                                                           | 94234 | Viechtach                                 | ⊙ Mönchshofstraße 3 | Bücherbox                                           | an der Pfarr- und Stadtbücherei | 2020            |
|                                                           | 94474 | Vilshofen an der Donau                    | ⊙ Am Pfarramt, Donaugasse 4 | Metallschrank                                       | der Schrank wurde von der örtlichen Berufsschule gebaut | vor Juli 2019   |

### Oberbayern
| Bild                                                                                 | PLZ   | Ort                                    | Lage | Ausführung | Anmerkung | Seit                               |
| ------------------------------------------------------------------------------------ | ----- | -------------------------------------- | --- | --- | --- | ---------------------------------- |
|                                                                                      | 85391 | Allershausen                           | ⊙ Glonnterrassen, Ortsmitte | Telefonzelle | betreut vom Arbeitskreis Bücherei | 12. Juli 2019                      |
|                                                                                      | 84503 | Altötting                              | ⊙ Kapuzinerstraße, Ecke Herrenmühlstraße, Stadtbücherei                                                                         | kleines Bücherschrankerl                                                                                                   | ausgemusterte Büchereibücher und Bookcrossingbücher | Jan. 2021                          |
|                                                                                      | 85617 | Aßling                                 | ⊙ Obereichhofen, im Wartehäuschen an der Schulbushaltestelle                                                                    | offene Hütte | | Apr. 2025                          |
|                                                                                      | 85107 | Baar-Ebenhausen                        | ⊙ Ortsteil Baar, Ingolstädter Straße, bei der Bushaltestelle                                                                    | Telefonzelle | „Bücherheisl“ | Mai 2021                           |
|                                                                                      | 85107 | Baar-Ebenhausen                        | ⊙ Ortsteil Ebenhausen, Brückenstraße                                                                                            | Telefonzelle | [ 79 ] | Mai 2021                           |
|                                                                                      | 85107 | Baar-Ebenhausen                        | ⊙ Ortsteil Ebenhausen-Werk, Aidmühlstraße                                                                                       | Telefonzelle | [ 79 ] | Mai 2021                           |
|                                                                                      | 83043 | Bad Aibling                            | ⊙ Bahnhofstraße | Telefonzelle | betreut vom Förderverein der Stadtbücherei, geöffnet täglich von 6 bis 22 Uhr | 28. Sep. 2015                      |
|                                                                                      | 83670 | Bad Heilbrunn                          | ⊙ Wörnerweg 4, im Haus des Gastes                                                                                               | Bücherregal mit Glastüren                                                                                                  | Öffnungszeiten? |                                    |
|                                                                                      | 83435 | Bad Reichenhall                        | ⊙ Anton-Winkler-Straße 3a | Bücherregal | Das Offene Bücherregal befindet sich beim Sozialpsychiatrischen Dienst hinter dem gelben Haus in der Tiroler Straße. |                                    |
|                                                                                      | 85598 | Baldham                                | ⊙ Marktplatz | Bücherschrank | [ 81 ] | 3. Juli 2024                       |
|                                                                                      | 83646 | Bad Tölz                               | ⊙ beim Klammerweiher, Thomas-Mann-Weg                                                                                           | Bücherhäuschen (Telefonzelle)                                                                                              | [ 82 ] |                                    |
| Bücherschrank in Brannenburg                                                         | 83098 | Brannenburg                            | ⊙ neben dem Eingang von Inntalstraße 33 (Uhrturmgebäude)                                                                        | die Telefonzelle im „Dahoam im Inntal“-Design steht im Gemeindeteil Sägmühle                                               | realisiert von der Arbeitsgemeinschaft „Bücher“ aus der Anwohnerschaft und der Hausverwaltung Sägmühle. | März 2021                          |
| Bücherschrank in Brannenburg                                                         | 83098 | Brannenburg                            | ⊙ Winzererstraße 5 | das Bücher-Tauschregal befindet sich beim Kindergarten St. Michael                                                         | initiiert vom Elternbeirat des Kindergartens |                                    |
|                                                                                      | 83254 | Breitbrunn am Chiemsee                 | ⊙ Im Untergeschoss der Grundschule, Ecke Kirchplatz/Gstadter Straße                                                             | Stüberl | Das Bücherstüberl ist jederzeit zugänglich. |                                    |
| Bücherschrank Brunnthal                                                              | 85649 | Brunnthal                              | ⊙ Vor dem Rathaus | Holzhütte | |                                    |
| Bücherschrank im Café am Bichl                                                       | 84489 | Burghausen                             | ⊙ Am Bichl in der Altstadt (an der Türe rechts)                                                                                 | Bücherschrank | Bücherschrank im Café am Bichl, Burghausen. Öffnungszeiten: täglich 9 bis 24 Uhr; Mittwoch Ruhetag | mindestens 2017                    |
| Bücherschrank im Wöhrseebad                                                          | 84489 | Burghausen                             | ⊙ Im Wöhrseebad direkt beim Eingang                                                                                             | Bücherschrank | Bücherschrank im Wöhrseebad, Burghausen, betrieben von der Stadtbibliothek Burghausen. Öffnungszeiten zu den Schwimmzeiten in der warmen Jahreszeit | 2017                               |
|                                                                                      | 85221 | Dachau                                 | ⊙ Max-Mannheimer-Platz, bei der Stadtbücherei                                                                                   | Telefonzelle | |                                    |
|                                                                                      | 86911 | Dießen am Ammersee                     | ⊙ Mühlstraße 6 | „BücherBox“ (Telefonzelle)                                                                                                 | Freundeskreis Ammersee-Windermere und Nachbarschaftshilfe | Sep. 2017                          |
|                                                                                      | 84405 | Dorfen                                 | ⊙ Am Bahndamm | Glasvitrine | Befestigt am Gartenzaun, täglich rund um die Uhr zugänglich |                                    |
|                                                                                      | 84405 | Dorfen                                 | ⊙ Terofalstraße | Bücherregal | Befestigt am Gartenzaun, rund um die Uhr zugänglich | Juni 2019                          |
|                                                                                      | 85386 | Eching (Landkreis Freising)            | ⊙ Alten- und Service-Zentrum, Bahnhofstraße 4                                                                                   | Bücherschrank | „Der größte Bücherschrank steht in der Bibliothek des Alten- und Service-Zentrums,“ bzw. „Bücher-Tauschbörse ASZ-Foyer und Bibliothek“ | März 2015                          |
|                                                                                      | 85386 | Eching (Landkreis Freising)            | ⊙ Rathaus, Fürholzener Straße 14                                                                                                | Bücherregal | Regal im Foyer des Rathauses | März 2015                          |
|                                                                                      | 85386 | Eching (Landkreis Freising)            | ⊙ Gemeindebücherei, Danziger Straße 5 (im katholischen Pfarrzentrum)                                                            | Bücherregal | Regal in der Gemeindebücherei | März 2015                          |
|                                                                                      | 85386 | Eching (Landkreis Freising)            | ⊙ Jugendzentrum, Heidestraße 33                                                                                                 | Bücherregal | Regal im Jugendzentrum | März 2015                          |
|                                                                                      | 82223 | Eichenau                               | ⊙ Bahnhofsvorplatz | Telefonzelle | Betreut vom örtlichen Förderverein für kulturelle Bildung | 2017                               |
|                                                                                      | 85072 | Eichstätt                              | ⊙ Stadtbahnhof, Am Anger 1 | Telefonzelle | jederzeit zugänglich | 2017                               |
|                                                                                      | 85072 | Eichstätt                              | ⊙ Katholische Hochschulgemeinde, Kardinal-Preysing-Platz 3                                                                      | Bücherschrank | Bücherschrank von Die Linke.SDS Eichstätt und des Umweltreferats des Studentischen Konvents der Katholischen Universität Eichstätt-Ingolstadt als Teil einer Tauschecke | 2023                               |
|                                                                                      | 85117 | Eitensheim                             | ⊙ Kirchplatz | „Bücherzelle“ (Telefonzelle)                                                                                               | jederzeit zugänglich | 20. Mai 2022                       |
|                                                                                      | 85622 | Feldkirchen                            | ⊙ Rathausplatz, bei Rathaus und Gemeindebücherei                                                                                | Bücherschrank | | vor März 2022                      |
|                                                                                      | 83395 | Freilassing                            | ⊙ Gewerbegasse 5-6 | Bücherschrank (Tortenvitrine)                                                                                              | Neben dem Bioladen, rund um die Uhr zugänglich. | 2019                               |
|                                                                                      | 85354 | Freising                               | ⊙ Bahnhofsvorplatz | Bücherschrank mit Glasböden und -türen                                                                                     | initiiert von den Freisinger GRÜNEN, betreut von Stadtrat Nico Heitz | Dez. 2020                          |
| Öffentlicher Bücherschrank in Fürstenfeldbruck, Schwabenstraße 11. Rote Telefonzelle | 82256 | Fürstenfeldbruck                       | ⊙ Schwabenstraße 11 | Telefonzelle | jederzeit zugänglich | Juli 2023                          |
|                                                                                      | 85748 | Garching                               | ⊙ Am Maibaumplatz | Bücherzelle | gestiftet vom Rotary-Club Garching-Ismaning | Apr. 2021                          |
|                                                                                      | 85290 | Geisenfeld                             | ⊙ Hersbrucker Weg 20 | kleiner grüner Holzschrank mit Glastür                                                                                     | initiiert von den Geisenfelder Grünen | März 2021                          |
| Öffentlicher Bücherschrank Gilching                                                  | 82205 | Gilching                               | ⊙ Am Markt 6, vor dem Café Reis                                                                                                 | Stahlregal, offene Konstruktion, steht aber unter dem Vordach des Gebäudes                                                 | Initiiert von einer Bäckerei | 2. Jan. 2007                       |
| Offener Bücherschrank Neukeferloh                                                    | 85630 | Grasbrunn, Gemeindeteil Neukeferloh    | ⊙ Bürgermeister-Wilhelm-Dresel-Park, Nähe Grünlandstraße 9                                                                      | grüne Telefonzelle | Inítiiert von der Gemeinde Grasbrunn | März 2025                          |
| Öffentlicher Bücherschrank Grassau                                                   | 83224 | Grassau                                | ⊙ Im Kurpark | Holzschrank | |                                    |
| Öffentlicher Bücherschrank Demling                                                   | 85098 | Großmehring, Ortsteil Demling          | ⊙ Hauptstraße 19, auf dem Vorplatz des Kindergartens                                                                            | Stahlschrank mit Glasscheiben                                                                                              | | Sep. 2024                          |
| Foto des offenen Bücherregals der VHS Haar                                           | 85540 | Haar                                   | ⊙ Münchener Straße 3 | Bücherregal | In der Volkshochschule Haar, zugänglich zu deren Öffnungszeiten | 1. Okt. 2014                       |
| Telefonzelle, offener Bücherschrank in Haimhausen                                    | 85778 | Haimhausen                             | ⊙ Brunnenfeldstraße 18 | schwarz gestrichene Telefonzelle mit eingebauten Regalböden, Typ FEH 78 von der Deutschen Post, Name: Black Box Haimhausen | private Initiative des Anwohnerehepaars, 24/7 geöffnet, deutsche und internationale Literatur, Kinderbücher, Sachbücher, auch Spiele, DVDs, Zeitschriften | Juli 2020                          |
|                                                                                      | 84533 | Haiming                                | ⊙ Eisching 4, 84533 Haiming-Eisching                                                                                            | Bücherzelle | die von einer Familie initiierte „Niedergerner Bücherzelle“ neben einer Sitzbank steht im Ortsteil Eisching direkt an der Straße | 2016                               |
|                                                                                      | 85662 | Hohenbrunn                             | ⊙ Taufkirchner Straße 9 | Bücherschrank | Bücherschrankteam Hohenbrunn | Juni 2021                          |
|                                                                                      | 85662 | Hohenbrunn                             | ⊙ Spielplatz am Weißdornbogen                                                                                                   | Bücherschrank | Bücherschrankteam Hohenbrunn | Juni 2021                          |
|                                                                                      | 82383 | Hohenpeißenberg                        | wechselnde Standorte | Telefonzelle | Nur in den Sommermonaten, wird betreut durch die Gemeinde- und Pfarrbücherei | 2016                               |
| Öffentliche Bücherzelle in Holzkirchen                                               | 83607 | Holzkirchen, Ortsteil Föching          | ⊙ beim Naturkindergarten „Die Dorfspatzen“, Hauptstraße 29                                                                      | Telefonzelle | der durch eine solarbetriebene Lampe beleuchtete „Büchertauschschrank“ wurde als einer von insgesamt drei im Ort vom Lions Club Miesbach-Holzkirchen e. V. finanziert und wird von der Gemeindebücherei betreut                                                                   | Mai 2021                           |
| Öffentlicher Bücherschrank in Icking                                                 | 82057 | Icking                                 | ⊙ Mittenwalder Straße 6, vor dem Rathaus bzw. unterhalb der S-Bahn-Station                                                      | Bücherschrank | jederzeit zugänglich | 2014                               |
| Öffentlicher Bücherschrank in Ilmmünster                                             | 85304 | Ilmmünster                             | ⊙ Freisinger Straße , Nähe Rathaus                                                                                              | Holzhäuschen | |                                    |
|                                                                                      | 85049 | Ingolstadt-Mitte                       | ⊙ Grünstreifen zwischen Schrannenstraße 30 und vor der Kirche St. Matthäus                                                      | Schwarzer Bücherschrank | betreut von der Evangelisch-Lutherischen Kirchengemeinde Ingolstadt-St. Matthäus | 7. Juni 2018                       |
|                                                                                      | 85049 | Ingolstadt-Friedrichshofen             | ⊙ Foyer der Thomaskirche | Bücherregal | betreut von der Evangelisch-Lutherischen Kirchengemeinde Friedrichshofen | 2022                               |
|                                                                                      | 85051 | Ingolstadt Südwest                     | ⊙ Eigenheimstr. 18 | Büchergondel | betreut von Ehrenamtlichen der Anton-Ökumene | 11. Sep. 2022                      |
|                                                                                      | 85737 | Ismaning                               | ⊙ Ismaning Bahnhofplatz 1 | Bücherschrank | |                                    |
|                                                                                      | 85757 | Karlsfeld                              | ⊙ Krenmoosstraße | Weißes Bücherregal | Volkshochschule Karlsfeld, Mittelschule Karlsfeld, 3. Stock, vor dem vhs-Büro (Raum 307) werktäglich von 08:00 bis 21:00 Uhr zugänglich, auch Bookcrossing-Zone | 2015                               |
|                                                                                      | 85551 | Kirchheim bei München                  | ⊙ Pfarrer-Caspar-Mayr-Platz | Bücherschrank | | 4. Juli 2019                       |
|                                                                                      | 85551 | Kirchheim bei München                  | ⊙ Am Brunnen 19 | Bücherschrank | |                                    |
|                                                                                      | 82152 | Krailling                              | ⊙ Margaretenstraße, Ecke Luitpoldstraße                                                                                         | Bücherschrank | zwischen Apotheke und Brunnen |                                    |
|                                                                                      | 86899 | Landsberg am Lech                      | ⊙ Adolf-Buck-Weg | Bücherschrank | | 3. Dez. 2024                       |
|                                                                                      | 85419 | Mauern                                 | ⊙ Schloss Mauern | Ehemalige Telefonzelle | | 2019                               |
|                                                                                      | 83714 | Miesbach                               | ⊙ Marktplatz, Parkplatz neben dem Maibaum (am Brunnen)                                                                          | Ehemalige Telefonzelle | eingerichtet durch die Stadt Miesbach, Telefonzelle gestiftet vom Lions-Club | 2018                               |
|                                                                                      | 83559 | Mittergars                             | ⊙ Schulstraße 1 | Bücherecke | Dorfladen | 2017                               |
|                                                                                      | 80999 | München-Allach                         | ⊙ Franz-Nißl-Straße 41 | Bücherschrank | Öffentlicher Bücherschrank im Vollcorner BIO-Markt, Öffnungszeiten: Mo–Sa 08–20 Uhr | 2017                               |
|                                                                                      | 80999 | München-Allach                         | ⊙ Oertelplatz (Vorplatz der S-Bahn-Station)                                                                                     | Bücherschrank | betreut von der Kolpingfamilie |                                    |
|                                                                                      | 81669 | München-Au                             | ⊙ Am Herrgottseck 2, Zugang über die Sammtstraße (Fußweg)                                                                       | Bücherschrank | Bürgerinitiative | Feb. 2017                          |
|                                                                                      | 81673 | München-Berg am Laim                   | ⊙ Grüner Markt | Bücherschrank | | 2020                               |
|                                                                                      | 81925 | München-Bogenhausen                    | ⊙ Cosimastraße 5, neben dem Cosimawellenbad                                                                                     | Bücherschrank | Öffentliche Bücherschränke Bogenhausen e. V. | 3. Okt. 2017                       |
|                                                                                      | 80995 | München-Fasanerie                      | ⊙ Am Blütenanger 71 | Bücher-Telefonzelle | FfE | 17. Sep. 2020                      |
|                                                                                      | 81539 | München-Giesing                        | ⊙ Tegernseer Landstraße 155 / Spixstraße, vor dem Spix, Mini-Museum für Poesie                                                  | Bücherschrank | | 7. Sep. 2019                       |
|                                                                                      | 81375 | München-Hadern                         | ⊙ Würmtalstr. 126, Ecke Großhaderner Straße                                                                                     | Bücherschrank | Betreut vom Verein Kultur in Hadern e. V. Öffnungszeiten: rund um die Uhr | 7. Dez. 2019                       |
|                                                                                      | 81667 | München-Haidhausen                     | ⊙ Wörthstraße 42 | Bücherschrank | Betrieben durch das „Haus der Eigenarbeit“ Öffnungszeiten: Di–Fr 15–21 Uhr und Sa 12–18 Uhr | 2014                               |
|                                                                                      | 81667 | München-Haidhausen                     | ⊙ Genoveva-Schauer-Platz | Bücherschrank | | ca. Aug. 2020                      |
|                                                                                      | 80469 | München-Isarvorstadt                   | ⊙ Dreimühlenstraße 30, Ecke Ehrengutstraße                                                                                      | Bücherschrank | Glockenbachwerkstatt e. V. | 21. Juli 2018                      |
| Glockenbachviertel in München                                                        | 80469 | München-Isarvorstadt                   | ⊙ Karl-Heinrich-Ulrichs-Platz, südlich vom „rosa Stangerl“ (Maibaum)                                                            | Bücherschrank | |                                    |
|                                                                                      | 80687 | München-Laim                           | ⊙ Agnes-Bernauer-Straße 89 | Bücherschrank | Initiativgruppe Bücherschrank. 2020 wurde die Standfläche neu gepflastert, erweitert und mit einer Lesebank versehen. | 26. Juli 2018                      |
|                                                                                      | 80538 | München-Lehel                          | ⊙ Mariannenplatz | Bücherschrank | Träger: Green City e. V. |                                    |
|                                                                                      | 80333 | München-Maxvorstadt                    | ⊙ Rudi-Hierl-Platz | Bücherschrank | Träger: Offene Bücherschränke Maxvorstadt e. V. | 28. Juli 2018                      |
|                                                                                      | 80992 | München-Moosach                        | ⊙ Bunzlauer Straße 46 | Bücherschrank | Träger: Kulturverein DIE LINIE 1 | 10. Juni 2016                      |
|                                                                                      | 80637 | München-Moosach                        | ⊙ Voitstraße 2 | Bücherschrank | Träger: Kulturverein DIE LINIE 1 | 7. Okt. 2023                       |
|                                                                                      | 80637 | München-Neuhausen                      | ⊙ Waisenhaus-/ Ecke Ruffinistraße, bei der Tram-Haltestelle Neuhausen                                                           | Bücherschrank | Träger Machwerk e. V. | 1. Juli 2018                       |
|                                                                                      | 81735 | München-Neuperlach                     | ⊙ Quiddestraße, neben der Lätarekirche                                                                                          | Bücherschrank (Telefonzelle)                                                                                               | Junge Arbeit Neuperlach | Sep. 2020                          |
|                                                                                      | 81735 | München-Neuperlach                     | ⊙ Sarah-Sonja-Lerch-Weg, Nähe Max-Kolmsperger-Straße, im Durchgang des Turms der St.-Monika-Kirche                              | drei Bücherregale | | vor Okt. 2020                      |
|                                                                                      | 81737 | München-Neuperlach                     | ⊙ Schumacherring 24 | Bücherschrank | Träger ist die Evangelisch-Freikirchliche Gemeinde München-Perlach | vor Okt. 2022                      |
|                                                                                      | 80639 | München-Nymphenburg                    | ⊙ Rosa-Bavarese-Str. 21 | Kleines Bücherregal mit Regenschutz                                                                                        | Vor dem Eingang zum Treff Mosaik (Arbeitsgruppe Buhlstraße e. V.). Das derzeitige Regal soll durch eine Telefonzelle einige Meter weiter nördlich ersetzt werden. | vor Apr. 2021                      |
|                                                                                      | 81927 | München-Oberföhring (Prinz-Eugen-Park) | ⊙ Cosimastraße 110 | Bücherschrank | | 2021                               |
|                                                                                      | 81927 | München-Oberföhring (Prinz-Eugen-Park) | ⊙ Cosimastraße 116 | Bücherschrank | | 2021                               |
|                                                                                      | 81927 | München-Oberföhring (Prinz-Eugen-Park) | ⊙ Cosimastraße 120 | Bücherschrank | | 2020                               |
|                                                                                      | 81241 | München-Pasing                         | ⊙ Rathausplatz vor dem Rathaus Pasing                                                                                           | Bücherschrank | Träger: Kulturforum München-West e. V. | 23. Apr. 2016                      |
| Foto des Bücherkastens in München-Ramersdorf                                         | 81735 | München-Ramersdorf                     | ⊙ Berger-Kreuz-Straße gegenüber Hausnummer 59                                                                                   | Bücherschrank | Kleines Bücherschrankerl | vor Mai 2020                       |
| Foto vom Schwabinger Bücherschrank                                                   | 80797 | München-Schwabing-West                 | ⊙ Nordbad, an der Ecke Schleißheimer-/Elisabethstraße                                                                           | Bücherschrank | offene Bücherschränke Schwabing-West e. V. | 13. Dez. 2013                      |
|                                                                                      | 80802 | München-Schwabing                      | ⊙ Münchner Freiheit (direkt neben der Trambahnschleife)                                                                         | Bücherschrank | Träger ist der Corso Leopold e. V. | Aug. 2024                          |
|                                                                                      | 80797 | München-Schwabing-West                 | ⊙ Quartier Ackermannbogen, Petra-Kelly-Straße                                                                                   | Bücherschrank | offene Bücherschränke Schwabing-West e. V. | vor 28. Aug. 2017                  |
|                                                                                      | 80339 | München-Schwanthalerhöhe               | ⊙ Ligsalzstraße 13 | Bücherschrank | Früher Lesecafé Westend (2019 geschlossen), jetzt Architekturbüro Thomas Metzner, Ursula Schmid, Michaela Weiss | 24. März 2018                      |
|                                                                                      | 80339 | München-Schwanthalerhöhe               | ⊙ Tulbeckstraße 50 | Telefonzelle | Verein Generationengerechtes Wohnen e. V. gemeinsam mit Wohnungsgenossenschaft München-West eG | 2021                               |
|                                                                                      | 81373 | München-Sendling-Westpark              | ⊙ Partnachplatz | Bücherschrank | Träger: Offene Bücherschränke Sendling-Westpark e. V., gefördert vom Bezirksausschuss 7 Sendling-Westpark | 9. Juli 2016                       |
|                                                                                      | 81373 | München-Sendling                       | ⊙ Untersendling, Herzog-Ernst-Platz (Radlkoferstraße)                                                                           | Bücherschrank | betreut vom Nachbarschaftstreff Theresia | 13. Dez. 2023                      |
|                                                                                      | 81371 | München-Sendling                       | ⊙ Resi-Huber-Platz | Bücherschrank | in Trägerschaft des Vereins Mütterzentrum Sendling | Mai 2021                           |
|                                                                                      | 81477 | München-Solln                          | ⊙ Herterichstraße | Bücherschrank | | 7. Dez. 2019                       |
|                                                                                      | 81371 | München-Thalkirchen                    | ⊙ Thalkirchner Platz | Bücherschrank | Träger: Offene Bücherschränke im 19. Stadtbezirk e. V. | 26. Aug. 2017                      |
|                                                                                      | 81543 | München-Untergiesing                   | ⊙ Sachsenstraße 2 (in der Baumschule Bischweiler)                                                                               | Bücherbox | Kleine Bücherbox vor dem Giftgarten in der Baumschule Bischweiler | 2016                               |
|                                                                                      | 81543 | München-Untergiesing                   | ⊙ Humboldtstraße beim Kolumbusplatz, frühere Bushaltestelle, bei der Eisenbahnbrücke, kurz bevor es den Giesinger Berg hochgeht | Telefonzelle | Bürgerinitiative Mehr Platz zum Leben | 12. Dez. 2019                      |
|                                                                                      | 81739 | München-Waldperlach                    | ⊙ Waldheimplatz, auf der Raseninsel gegenüber Waldheimplatz Nr. 60                                                              | Bücherschrank | Initiator und „Betreiber“ ist der Verein „Leben in Waldperlach – Verein für nachbarschaftliches Leben in Waldperlach e. V.“. | März 2019                          |
|                                                                                      | 82418 | Murnau am Staffelsee                   | ⊙ Am Forsteranger (Parkplatz)                                                                                                   | Bücherschrank | Projekt der 5. Ganztagesklasse der Christoph-Probst-Mittelschule der Künstler Johannes Volkmann und Nana Klaas | 8. Okt. 2019                       |
|                                                                                      | 85579 | Neubiberg                              | ⊙ Bahnhofsplatz | Holzhütte | |                                    |
|                                                                                      | 86633 | Neuburg an der Donau                   | ⊙ Spitalplatz | Bücherschrank | Beleuchteter gläserner Bücherschrank | 2018                               |
|                                                                                      | 85375 | Neufahrn bei Freising                  | ⊙ Marktplatz | Bücherschrank | Vom Ortsverband von Bündnis 90/Die Grünen gestiftet | Okt. 2019                          |
|                                                                                      | 84524 | Neuötting                              | ⊙ Altöttinger Straße 31 a/Ecke Faltermaierweg                                                                                   | Telefonzelle | 24 Stunden zugänglich | Okt. 2021                          |
|                                                                                      | 82061 | Neuried                                | ⊙ Marktplatz | Telefonzelle | Gestiftet von Bündnis 90/Die Grünen Neuried, betreut von den Grünen | Juni 2018                          |
|                                                                                      | 85445 | Oberding                               | ⊙ Hauptstraße, vor der Realschule                                                                                               | Holzschrank | | 21. Juni 2024                      |
|                                                                                      | 82041 | Oberhaching                            | ⊙ Kirchplatz | Stahlschrank | |                                    |
|                                                                                      | 82041 | Oberhaching                            | ⊙ Hahilingastr. 2 | offenes Regal | | Juni 2022                          |
| Öffentlicher Bücherschrank Oberschleißheim                                           | 85764 | Oberschleißheim                        | ⊙ Am Hirtenbrunnen (Nordseite S-Bahnhof)                                                                                        | Bücherschrank (angemalt als Buch)                                                                                          | Projektgruppe der „Lokalen Agenda 21 Kinder & Jugend“ | Juli 2014                          |
|                                                                                      | 82140 | Olching, Ortsteil Geiselbullach        | ⊙ Schulstraße, Biergarten des TSV-Vereinsheims                                                                                  | Ausrangierter Getränkekühlschrank                                                                                          | 24/7 zugänglich | Juni 2020                          |
|                                                                                      | 85521 | Ottobrunn                              | ⊙ Rahnhazweg 33 | Bücherhäuschen | Aufgestellt durch die Gemeinde Ottobrunn | 5. Sep. 2024                       |
|                                                                                      | 85521 | Ottobrunn                              | ⊙ Hubertusstraße 20 | Bücherbox | Aufgestellt durch die Freikirche der Siebenten-Tags-Adventisten Ottobrunn |                                    |
|                                                                                      | 85238 | Petershausen                           | ⊙ Im überdachten Durchgang der Schule am Pfarrangerweg                                                                          | Bemalter Stahlschrank | 24/7 zugänglich, aufgestellt von der Agenda-21-Gruppe in Petershausen | Dez. 2020                          |
|                                                                                      | 85586 | Poing                                  | ⊙ Marktstraße 6, am Marktplatz in der neuen Ortsmitte                                                                           | Umgebaute Marktbude | Ursprünglich einige Meter entfernt eingerichtet; Umzug in das jetzige Häuschen („Literaturhaus“) am 21. September 2018. Rund um die Uhr geöffnet, nachts mit Licht. | 9. Sep. 2014                       |
| Öffentlicher Bücherschrank Pondorf                                                   | 93336 | Pondorf (Altmannstein)                 | ⊙ Windener Straße (Bushäuschen)                                                                                                 | | „Buch-Haltestelle“, initiiert und aufgebaut durch Gerhard Strobel, Pondorf | Nov. 2013                          |
| Bücherschrank am Steg 1 (Possenhofen am Starnberger See)                             | 82343 | Possenhofen (Pöcking)                  | ⊙ Steg 1, Kurt-Stieler-Straße 58, bei Beach-Bar/Kiosk am Starnberger See                                                        | ehemaliger Kühlschrank (entkernt)                                                                                          | Aufgestellt auf Eigeninitiative von der Gruppe „Starnberger Bücherschrank“, bemalt von Anja Moritz | Juli 2019                          |
|                                                                                      | 82049 | Pullach im Isartal                     | ⊙ Kirchplatz, Pullach im Isartal                                                                                                | | Rund um die Uhr geöffnet | vor Apr. 2022                      |
|                                                                                      | 85640 | Putzbrunn                              | ⊙ Glonner Straße 21, vor der neuen Stephanskirche                                                                               | | Rund um die Uhr geöffnet |                                    |
|                                                                                      | 82399 | Raisting                               | ⊙ vor dem Schulhaus in der Ortsmitte, nahe der Gemeindeverwaltung                                                               | Telefonzelle | von der Gemeinde finanziert | Mai 2021                           |
|                                                                                      | 85293 | Reichertshausen                        | ⊙ Inselweg 1 | Rechtes Bücherregal beim Empfang: Bücher zu verschenken (linkes Regal: Bücher zum Verkauf)                                 | Gemeindebücherei. Öffnungszeiten beachten: Di 16-19 h, Mi 9-12 h, Fr 15-19 h, Sa 10-13 h. |                                    |
|                                                                                      | 82418 | Riegsee                                | ⊙ Gemeindeamt Riegsee, Dorfstr. 35                                                                                              | Telefonzelle | Kinder-Ferienprojekt der Initiatoren Jörg Steinleitner und Johannes Volkmann | Aug. 2016                          |
|                                                                                      | 85296 | Rohrbach (Ilm)                         | ⊙ Hofmarkstraße, rechts vom alten Wasserwerk                                                                                    | Telefonzelle, hellblau, mit Bemalung                                                                                       | betreut vom Rohrbacher Arbeitskreis Kultur | 3. Mai 2023                        |
|                                                                                      | 83101 | Rohrdorf                               | ⊙ Ecke Dorfplatz/Stuhlreiterweg                                                                                                 | Gondel | die nach einer Idee von Fabian Sixtus mit Unterstützung des örtlichen Bauunternehmens Karl Garawenta umgebaute Seilbahnkabine steht beim Werkhof | Sep. 2019                          |
|                                                                                      | 83101 | Rosenheim                              | ⊙ im Bahnhof Südtiroler Platz 1                                                                                                 | Telefonzelle | |                                    |
|                                                                                      | 83101 | Rosenheim                              | ⊙ vor der Stadtbibliothek Am Salzstadel                                                                                         | Originell gestalteter Holzschrank                                                                                          | |                                    |
|                                                                                      | 83101 | Rosenheim                              | ⊙ Heilig-Blut-Straße 43 | Telefonzelle | |                                    |
|                                                                                      | 83101 | Rosenheim                              | ⊙ Kastenauer Str. 32 | Telefonzelle | |                                    |
|                                                                                      | 82054 | Sauerlach                              | ⊙ Bahnhofplatz | Schrank | vor dem Bahnhof | 29. Apr. 2017                      |
|                                                                                      | 83135 | Schechen                               | ⊙ Rosenheimer Straße 13 | Hütte | vor dem Rathaus |                                    |
|                                                                                      | 85298 | Scheyern, Ortsteil Froschbach          | ⊙ Neben der St 2045, Abzweigung Froschbach                                                                                      | magentafarbenes Bücherregal mit Glastür                                                                                    | in einem Unterstand, neben einem Eierautomaten |                                    |
|                                                                                      | 86956 | Schongau                               | ⊙ Marienplatz beim Finanzamt | Gelbe Telefonzelle | im April 2017 und April 2020 durch Brandstiftung zerstört; im Dezember 2017 und Oktober 2020 jeweils neu aufgestellt | 29. Nov. 2014                      |
|                                                                                      | 86529 | Schrobenhausen                         | ⊙ In der Lache 1 (am Zeiselmairhaus)                                                                                            | Bücherschrank | „LesePunkt“ heißt der erste öffentliche Bücherschrank der Region | Mai 2016                           |
|                                                                                      | 86986 | Schwabbruck                            | ⊙ Dorfstraße Ecke Ingenriederstraße                                                                                             | alte Telefonzelle | zugleich Bookcrossing-Zone, täglich 7–22 Uhr | Dez. 2019                          |
|                                                                                      | 85247 | Schwabhausen                           | ⊙ Münchener Straße | Holzhütte | Bei der Sparkasse | Jan. 2022                          |
|                                                                                      | 82229 | Seefeld (Oberbayern)                   | ⊙ Roseggerstraße 2 | Kühlschrank | neben dem Eingang zum Familienzentrum der Nachbarschaftshilfe Seefeld | Juni 2021                          |
|                                                                                      | 83564 | Soyen                                  | ⊙ Seestraße 3 | | In der Raiffeisenbank | 2012                               |
| Bücherschrank in Percha bei Starnberg                                                | 82319 | Starnberg, Ortsteil Percha             | ⊙ Seestub’n Percha, Schiffbauerweg 20, direkt am Starnberger See                                                                | ehemaliger Kühlschrank (entkernt)                                                                                          | Aufgestellt auf Eigeninitiative von der Gruppe „Starnberger Bücherschrank“, bemalt von Anja Moritz | Juli 2019                          |
| Bücherschrank Kirchplatz Starnberg                                                   | 82319 | Starnberg                              | ⊙ Kirchplatz, beim Eiscafé „Eiswerkstatt“                                                                                       | Holzvitrine | Aufgestellt von der Stadt Starnberg, zusammen mit der Gruppe „Starnberger Bücherschrank“ | Okt. 2019                          |
| Bücherschrank vor Seebad Starnberg                                                   | 82319 | Starnberg                              | ⊙ Vor dem Seebad Starnberg, Strandbadstraße 17, Starnberg                                                                       | Holzvitrine | Aufgestellt von der Stadt Starnberg, zusammen mit der Gruppe „Starnberger Bücherschrank“ | Okt. 2019                          |
|                                                                                      | 83071 | Stephanskirchen                        | ⊙ Rathausplatz | Bücherschrank | beim Rathaus | Apr. 2013                          |
| Öffentlicher Bücherschrank Stockdorf                                                 | 82131 | Stockdorf                              | ⊙ Mitterweg 34, vor der Alten Schule                                                                                            | alter Kühlschrank | Eltern-Kind-Programm e. V. | ca. 2022                           |
| Bücherschrank Taufkirchen                                                            | 82024 | Taufkirchen                            | ⊙ Eschenstraße 46, in der Eschenpassage vor dem Bürgertreff Soziale Stadt                                                       | Bücherschrank | Soziale Stadt Taufkirchen in Kooperation mit dem Integrationsarbeitskreis „Wir für Taufkirchen“ – gefördert durch Bund-Länder-Programm Soziale Stadt; 24 Stunden zugänglich. Gestaltet von Street-Art-Künstler Frank Cmuchal                                                      | Mai 2018                           |
|                                                                                      | 83317 | Teisendorf                             | ⊙ Ortsteil Achthal, Teisendorfer Straße 63                                                                                      | Vitrine an der Wand | neben dem Eingang zum Bergbaumuseum | März 2022                          |
|                                                                                      | 84529 | Tittmoning                             | ⊙ Laufener Str. 22a, an der Zufahrt zu den großen Märkten                                                                       | Telefonzelle | 24 Stunden zugänglich | Okt. 2020                          |
| Tauschzelle am Maxplatz                                                              | 83278 | Traunstein                             | ⊙ Am Stadtpark (Stadtbücherei / Haywards-Heath-Weg)                                                                             | Telefonzelle | |                                    |
| Bücherzelle für Akademie für Politische Bildung in Tutzing                           | 82327 | Tutzing                                | ⊙ Akademie für Politische Bildung, Buchensee 1                                                                                  | Telefonzelle | 24 Stunden zugänglich | vor Apr. 2021                      |
| Bücherschrank Tutzing                                                                | 82327 | Tutzing                                | ⊙ Biergarten (Wirtschaft zum Häring)                                                                                            | Telefonzelle | | vor Juli 2016                      |
| Bücherschrank am Rathausplatz                                                        | 82008 | Unterhaching                           | ⊙ Rathausplatz | Telefonzelle | |                                    |
| Bücherschrank Parkstraße 9                                                           | 82008 | Unterhaching                           | ⊙ Parkstraße 9 (Fasanenpark) | Metallschrank | |                                    |
|                                                                                      | 83567 | Unterreit, Ortsteil Stadl              | ⊙ Hauptstraße 3 | Bücherregal | In der Raiffeisenbank | März 2021                          |
|                                                                                      | 85716 | Unterschleißheim                       | ⊙ Ohmstraße 3 | Bücherschrank Holz mit Glastüren                                                                                           | inklusiver Bücherschrank, auch für Menschen im Rollstuhl gut erreichbar | etwa 2023                          |
| Bücherschrank Familienzentrum Unterschleissheim                                      | 85716 | Unterschleißheim                       | ⊙ Alexander-Pachmann-Straße 40 beim Familienzentrum                                                                             | gestalteter Metallschrank                                                                                                  | Bücherschrank mit Schwerpunkt Kinderbücher | März 2024                          |
| neuer Bücherschrank in Unterschleißheim                                              | 85716 | Unterschleißheim                       | ⊙ Nähe S-Bahn-Station Lohhof, Südliche Ingolstädter Straße                                                                      | gestalteter Metallschrank                                                                                                  | seit 2019 nicht mehr direkt am Brauereigasthof Lohhof, sondern gegenüber, vor der FOS/BOS auf dem Gehweg zwischen Bushaltestelle und Bahnunterführung | 16. Juni 2016                      |
|                                                                                      | 86919 | Utting                                 | ⊙ Eduard-Thöny-Straße (Nähe Bahnhof)                                                                                            | Seilbahngondel | |                                    |
|                                                                                      | 85591 | Vaterstetten                           | ⊙ Wendelsteinstraße, vor dem Rathaus                                                                                            | Bücherhäuschen | Aufgestellt von der Gemeinde auf Beschluss des Kulturausschusses. | Nov. 2019                          |
|                                                                                      | 83569 | Vogtareuth                             | ⊙ Rosenheimer Straße/Vogteistraße                                                                                               | Telefonzelle | vor dem Rathaus |                                    |
| Der alte Bücherschrank Vohburg                                                       | 85088 | Vohburg an der Donau                   | ⊙ Hartackerstraße 46 | Bücherschrank | Im Durchgang zwischen Jesuskirche und Glockenturm | 8. Aug. 2013 erneuert im Juli 2025 |
|                                                                                      | 83329 | Waging a. See                          | ⊙ Erlebnisspielplatz im öffentlichen Kurpark an der Strandbadallee                                                              | Bücherschrank | Zum Stöbern, Mitnehmen und Reinstellen von Büchern. | 31. Okt. 2022                      |
|                                                                                      | 84478 | Waldkraiburg                           | ⊙ Stadtplatz | Telefonzelle | |                                    |
| Öffentlicher Bücherschrank Walleshausen                                              | 82269 | Walleshausen (Geltendorf)              | ⊙ In der Schulbushaltestelle Rosenstraße                                                                                        | Bücherschrank mit Kunststoffklappen                                                                                        | Initiiert und betrieben durch den Verein „Dorfgemeinschaft Walleshausen“ | Okt. 2019                          |
| Öffentliches Bücherregal in der alten Schule in Walleshausen.                        | 82269 | Walleshausen (Geltendorf)              | ⊙ In der alten Schule Walleshausen                                                                                              | Bücherregal | Initiiert und betrieben durch den Verein „Dorfgemeinschaft Walleshausen“ | Jan. 2018                          |
|                                                                                      | 85469 | Walpertskirchen                        | ⊙ Raiffeisenstraße 1 | Büchertisch | Aufgestellt und Betreuung durch Nachbarschaftshilfe (24 Stunden zugänglich) | Juni 2018                          |
|                                                                                      | 85469 | Walpertskirchen                        | ⊙ Kirchenplatz | Telefonzelle | Aufgestellt und Betreuung durch Nachbarschaftshilfe (24 Stunden zugänglich) | Nov. 2021                          |
| Öffentlicher Bücherschrank Wasserburg-Altstadt                                       | 83512 | Wasserburg am Inn                      | ⊙ Bahnhofsplatz in der Altstadt, vor dem „BürgerBahnhof“                                                                        | Telefonzelle | [ 143 ] | Dez. 2015                          |
| Öffentlicher Bücherschrank Wasserburg-Reitmehring (Bahnhof)                          | 83512 | Wasserburg am Inn                      | ⊙ Bahnhofsvorplatz Reitmehring                                                                                                  | Telefonzelle | [ 143 ] |                                    |
|                                                                                      | 83512 | Wasserburg am Inn                      | ⊙ Burgerfeld, Brunhuberstraße, an der Bushaltestelle St. Konrad                                                                 | Telefonzelle | [ 143 ] |                                    |
| Öffentlicher Bücherschrank Wasserburg-Burgau Nord                                    | 83512 | Wasserburg am Inn                      | ⊙ Burgau Nord, Ecke Willi-Ernst-Ring/Hermann-Schlittgen-Straße                                                                  | Telefonzelle | [ 143 ] |                                    |
|                                                                                      | 84543 | Winhöring                              | ⊙ Vor dem Rathaus, an der Mühldorfer Straße                                                                                     | Telefonzelle | betreut von der Bücherei Winhöring | Juli 2024                          |
|                                                                                      | 82237 | Wörthsee                               | ⊙ Wörthsee, Ortsteil Steinebach, seeseitiges Ende des Seglerwegs                                                                | Bücherregal | Initiiert durch Juliane Seeliger und Sabine Ströer, Träger Gemeinde Wörthsee. Das Regal wurde zwischen 2015 und 2017 durch ein anderes mit größerem Fassungsvermögen ersetzt. Trotz der offenen Konstruktion bietet das überkragende Dach wenigstens einen gewissen Wetterschutz. | Mai 2015                           |
| Öffentliches Bücherregal Wörthsee-Steinebach 2                                       | 82237 | Wörthsee                               | ⊙ Wörthsee, Ortsteil Steinebach, nordwestliches Ende des Badegeländes am Seeuferweg                                             | Bücherregal | Initiiert durch Juliane Seeliger und Sabine Ströer, Träger Gemeinde Wörthsee | Mai 2015                           |

### Schwaben
| Bild                                  | PLZ   | Ort                         | Lage | Ausführung                                           | Anmerkung | Seit              |
| ------------------------------------- | ----- | --------------------------- | --- | ---------------------------------------------------- | --- | ----------------- |
|                                       | 86477 | Adelsried                   | ⊙ Ecke Augsburger Straße/Höllweg | Telefonzelle                                         | Bücherzelle bei der Aral-Tankstelle Ferdinand Wimmer |                   |
|                                       | 86477 | Adelsried                   | ⊙ Am Bahnhof | Telefonzelle                                         | Bücherzelle beim Bauhof |                   |
|                                       | 86152 | Augsburg                    | ⊙ Eingang des Grandhotel Cosmopolis | Sideboard                                            | |                   |
|                                       | 86152 | Augsburg                    | ⊙ Hofgarten, hinter dem Dom | Vitrine                                              | Gefördert durch die Augsburger Müller-Spengler-Stiftung. Der Hofgarten ist von April bis Oktober tagsüber von 8 bis 21 Uhr zugänglich, im Winter bleibt er geschlossen. Barrierefreier Zugang. | 22. Juli 2003     |
|                                       | 86152 | Augsburg                    | ⊙ Obere Jakobermauer 1 | Fenster im alten Zollhaus                            | |                   |
|                                       | 86154 | Augsburg                    | ⊙ Drei-Auen-Platz | Metallschrank                                        | |                   |
|                                       | 86156 | Augsburg                    | ⊙ Am Alten Gaswerk 10 Elektrozentrale Gaswerksmuseum                                                                                                 | Telefonzelle                                         | Gefördert durch die Gaswerksfreunde Augsburg e. V., Zugang rund um die Uhr | 27. Juni 2020     |
|                                       | 86157 | Augsburg                    | ⊙ Vor der Herz-Jesu-Kirche in Pfersee | Schrank                                              | | 13. Apr. 2024     |
|                                       | 86161 | Augsburg                    | ⊙ Dr.-Ziegenspeck-Weg 10 (im Botanischen Garten) | Telefonzelle                                         | Öffnungszeiten des Botanischen Gartens |                   |
|                                       | 86163 | Augsburg                    | ⊙ Hochzoller Straße 5 | Telefonzelle                                         | |                   |
|                                       | 86165 | Augsburg                    | ⊙ Radetzkystraße 16 | Metallschrank                                        | |                   |
|                                       | 86179 | Augsburg                    | ⊙ Tattenbachstraße 15 | Metallschrank                                        | | Juli 2023         |
|                                       | 87730 | Bad Grönenbach              | ⊙ An einer Straßenkreuzung gegenüber einem Parkplatz neben einer Wanderkarte; Adresse: Rothenstein 2a                                                | Holzschrank                                          | „Projektfonds Aktive Zentren“ der Städtebauförderung in Bayern | 11. Apr. 2015     |
|                                       | 86486 | Bonstetten                  | ⊙ Die rote Bücherzelle („Bonstettner Bücherschrank“) steht im Dorfpark (bzw. am Dorfplatz) neben dem Start des Geowanderwegs; Adresse: Hauptstraße 7 | Telefonzelle                                         | | 2018              |
|                                       | 86675 | Buchdorf                    | ⊙ Johannes-Kraus-Straße bei der Feuerwehr | Telefonzelle                                         | [ 146 ] | 23. Apr. 2017     |
|                                       | 86807 | Buchloe                     | ⊙ vor der Sparkasse in der Bahnhofstraße | Bücherschrank                                        | Offenes Bücherregal, doch das breite Vordach des Gebäudes bietet Wetterschutz. Rund um die Uhr zugänglich.                                                                                     | vor Okt. 2020     |
| Bücherregal im Rathaus Dietmannsried  | 87463 | Dietmannsried               | ⊙ Rathaus Dietmannsried, Rathausplatz 3 | Bücherregal                                          | Im Rathaus zu den Öffnungszeiten | 2015              |
|                                       | 87463 | Dietmannsried               | ⊙ Freibad Dietmannsried, Laubener Straße | Bücherregal                                          | Im Freibad zu den Öffnungszeiten | 2015              |
|                                       | 86609 | Donauwörth                  | ⊙ auf der Altstadtinsel Ried, Museumsplatz 3 | Glasvitrine                                          | initiiert von Gottfried Blechschmidt von den Engagierten Bürgern Donauwörth (EBD) | Sep. 2016         |
|                                       | 87471 | Durach                      | ⊙ Östlich der Kirche an der Durach, Kirchenweg 1 | Telefonzelle                                         | Umbau und künstlerische Gestaltung durch Schüler | 13. Mai 2017      |
|                                       | 87743 | Egg an der Günz             | ⊙ Dr.-Eck-Platz 1 | Holzhaus                                             | [ 149 ] | Juni 2018         |
|                                       | 89275 | Elchingen                   | ⊙ Oberelchingen, am Straßenrand beim Haus Klostersteige 7                                                                                            | Ehemaliger Schaltkasten, bunt bemalt                 | „Elchinger Bücherkiste“, initiiert vom Lions Club Elchingen. Rund um die Uhr zugänglich. | Jan. 2012         |
|                                       | 86368 | Friedberg                   | ⊙ Ludwigstraße, vor St. Jakob | Bücherschrank (Stahl, ESG)                           | Eine Initiative von Wolfram Grzabka und Gabriela Palm, gestiftet von der Friedberger Werbeagentur „grzabka creative“, Bücher-Erstausstattung durch die „deVega Medien GmbH“                    | 6. Nov. 2015      |
|                                       | 86316 | Gersthofen                  | ⊙ Ziegeleistraße 2 | Bücherschrank                                        | Steht direkt beim Edeka-Haupteingang |                   |
|                                       | 89420 | Höchstädt an der Donau      | ⊙ Herzog-Philipp-Ludwig-Straße 10 | Bücherschrank                                        | Der rechts in einer Nische direkt vor dem Rathaus befindliche Höchstädter Bücherschrank „Schau mal rein“ wurde von der Stadt bereitgestellt. Schrankpate ist SPD-Stadtrat Wolfgang Konle.      | 2021              |
|                                       | 89257 | Illertissen                 | ⊙ Auf dem Parkplatz des Museums der Gartenkultur, Jungviehweide                                                                                      | Ehemaliges Bienenhaus                                | Betreiber ist die Stiftung Gartenkultur Öffnungszeiten in den warmen Monaten 9–18 Uhr | 2010              |
|                                       | 87509 | Immenstadt                  | ⊙ Immenstadt, Marienplatz | Bücherschrank                                        | | vor Juni 2022     |
|                                       | 87509 | Immenstadt                  | ⊙ Bühl/Alpsee, Seestraße 5 | Bücherschrank                                        | |                   |
|                                       | 87509 | Immenstadt                  | ⊙ Knottenried, Bushaltestelle am Dorfplatz | Bücherschrank                                        | | 26. Nov. 2023     |
|                                       | 87600 | Kaufbeuren                  | ⊙ Sparkassenpassage in der Ludwigstraße | Bücherschrank                                        | Bürgerstiftung Kaufbeuren. Von Schülern gebautes Regal. Die Passage ist nachts nicht zugänglich.                                                                                               | 23. Juli 2019     |
|                                       | 87435 | Kempten (Allgäu)            | ⊙ Beginenhaus, Burgstraße 3 | Bücherschrank                                        | Förderverein Beginenhaus Kempten e. V., eingebaut in einem ehemaligen Schaufenster des Beginenhauses                                                                                           | 17. Okt. 2012     |
|                                       | 87435 | Kempten (Allgäu)-Eich       | ⊙ Ecke Eicher Straße/Untere Eicher Straße, Nähe „Kempodium“                                                                                          | Zwei hohe, schmale Schränke (Elektro-Schaltschränke) | „Gedankenstrom“, rund um die Uhr zugänglich | vor Mai 2021      |
| BücherTauschRegal in Kissing          | 86438 | Kissing                     | ⊙ bei der Bücherei, Bahnhofstr. 69a | bunte Telefonzelle                                   | betreut von der Bücherei Kissing | 15. Apr. 2021     |
|                                       | 86438 | Kissing                     | ⊙ beim Maibaum, Ecke Bachgasse und Hauptstraße | bunte Telefonzelle                                   | mit Sitzbank daneben betreut von der Bücherei Kissing | 15. Apr. 2021     |
|                                       | 86405 | Meitingen                   | ⊙ Schloßstraße 2 | Bücherregal                                          | Foyer der Bücherei Meitingen, während der Öffnungszeiten Mo. und Do. 15:00–19:00 sowie Di. und Fr. 10:00–14:00                                                                                 | 2012              |
|                                       | 86415 | Mering                      | ⊙ Marktplatz | Bücherschrankbank                                    | |                   |
|                                       | 87719 | Mindelheim                  | ⊙ Lautenwirtsgäßchen, im Stadtpark „Schwesterngarten“                                                                                                | Bücherschrank                                        | Eingerichtet durch den Literatursalon Mindelheim Öffnungszeiten des Parks: März–Oktober, 08:00–20:00 Uhr                                                                                       | Sep. 2014         |
|                                       | 87484 | Nesselwang                  | ⊙ Kemptener Str. 4 | Bücherschrank                                        | | vor Sep. 2023     |
| Öffentlicher Bücherschrank Nördlingen | 86720 | Nördlingen                  | ⊙ Fußgängerzone / Löpsinger Straße | Metallschrank mit Sicherheitsglas                    | Initiative des Stadtmarketingvereins | Mai 2015          |
|                                       | 87534 | Oberstaufen                 | ⊙ Hugo-von-Königsegg-Straße | Seilbahngondel                                       | | vor 27. Okt. 2020 |
|                                       | 87561 | Oberstdorf                  | ⊙ Prinzregenten-Platz 1, im Oberstdorf-Haus (Lesegalerie)                                                                                            | Zwei Bücherregale                                    | Initiative der Oberstdorfer Grünen in Zusammenarbeit mit Tourismus Oberstdorf | Dez. 2014         |
|                                       | 87527 | Ofterschwang                | ⊙ Kirchgasse 1, im Gästeamt | Holzschrank                                          | zu den Öffnungszeiten des Gästeamts: Mo–Fr 8–12 und 14–17 Uhr (außer Dienstag-Nachmittag) und Sa–So 9–12 Uhr                                                                                   | Mai 2025          |
|                                       | 87459 | Pfronten-Ried               | ⊙ Jagdhausweg bei der Auferstehungskirche | Holzhäuschen                                         | | vor Aug. 2023     |
|                                       | 87463 | Schrattenbach               | ⊙ Ratisstraße/St.-Nikolaus-Straße | Telefonzelle                                         | Betrieben von der Interessengemeinschaft Schrattenbach (IGS) | Apr. 2021         |
|                                       | 86830 | Schwabmünchen               | ⊙ Holzheystraße 18, beim Eingang der Stadtbücherei                                                                                                   | Telefonzelle                                         | | Dez. 2017         |
|                                       | 87527 | Sonthofen                   | ⊙ Fußgängerzone Grüntenstraße | Bücherschrank                                        | Höhe Café Elsässer, in der Nähe des Brauereigasthofs Hirsch | vor Aug. 2020     |
|                                       | 87527 | Sonthofen                   | ⊙ Bahnhofsplatz | Bücherschrank                                        | direkt vor dem Bahnhofsgebäude |                   |
|                                       | 87477 | Sulzberg, Ortsteil Moosbach | ⊙ Dorfstraße, im Pavillon beim Wassertretbecken | niedriges Holzregal                                  | | Aug. 2024         |
|                                       | 86660 | Tapfheim                    | ⊙ östlich neben dem Empfangsgebäude des Bahnhofs Tapfheim                                                                                            | Bücherschrank                                        | betreut durch die Gemeindebücherei mit Unterstützung der SPD Tapfheim | 22. Dez. 2021     |
|                                       | 87448 | Waltenhofen                 | ⊙ Kirchplatz 6, unter dem Vordach des Pfarrheims St. Martin                                                                                          | Metallschrank                                        | rund um die Uhr zugänglich, Initiative von „Wir über 50“, Pfarrei Waltenhofen |                   |
|                                       | 87448 | Waltenhofen-Hegge           | ⊙ Nestlestraße, Ecke Industriestraße, Nähe Bushaltestelle Ortsmitte                                                                                  | blaue Telefonzelle                                   | „Blaue Bücherzelle“, rund um die Uhr zugänglich | Ende Sep. 2020    |
| Bücherschrank Wemding                 | 86650 | Wemding                     | ⊙ Stadtgrabenbereich aus dem 14. Jahrhundert (Kapuzinergraben) gegenüber Karmelitinnenkloster                                                        | Metallschrank mit Sicherheitsglas                    | Stadt Wemding, gesponsert durch örtliches Unternehmen, umgesetzt durch Tourist-Information Wemding, Lesebänke im Park vorhanden                                                                | Juli 2017         |
|                                       | 86707 | Westendorf                  | ⊙ Gegenüber vom Rathaus | Telefonzelle                                         | 24 Stunden zugänglich und beleuchtet | Apr. 2021         |
|                                       | 86879 | Wiedergeltingen             | ⊙ Ortsmitte gegenüber dem Dorfladen | Telefonzelle                                         | Initiiert und betrieben durch den Bürgerverein Wiedergeltingen e. V. | Juli 2020         |

## Abgebaute Bücherschränke
| Bild                                                    | PLZ   | Ort                      | Lage | Ausführung                                                                | Anmerkung | Seit              | Abgebaut (festgestellt) |
| ------------------------------------------------------- | ----- | ------------------------ | --- | ------------------------------------------------------------------------- | --- | ----------------- | ----------------------- |
|                                                         | 96047 | Bamberg                  | ⊙ Schloss Geyerswörth | Bücherregal                                                               | Barrierefreier Zugang | Apr. 2015         | Apr. 2023               |
|                                                         | 85072 | Eichstätt                | ⊙ Kollegiengebäude I / Bau C, Studihaus, Ostenstraße 26                                                                                    | Bücherschrank                                                             | öffentlich zugänglicher Bücherschrank des Studentischen Konvents der Katholischen Universität Eichstätt-Ingolstadt; aufgrund von Sanierungsarbeiten am Gebäude abgebaut | 2014              | 2023                    |
|                                                         | 85716 | Unterschleißheim         | ⊙ Südliche Ingolstädter Str. 1, Nähe S-Bahn-Station Lohhof                                                                                 | künstlerisch gestalteter Metallschrank                                    | Sturmschaden | 2. Juni 2021      | 13. Juli 2021           |
|                                                         | 85716 | Unterschleißheim         | ⊙ Südliche Ingolstädter Str. 1, Nähe S-Bahn-Station Lohhof                                                                                 | künstlerisch gestalteter Metallschrank                                    | 2021 durch neuen Schrank ersetzt; nach Sturmschaden des neuen Schrankes reaktiviert und 2023 alterungsbedingt wieder ausgemustert. | 16. Juni 2016     | 14. März 2023           |
|                                                         | 90431 | Nürnberg-Eberhardshof    | ⊙ Leiblsteg | Telefonzelle                                                              | Aufgestellt von der Bürgerstiftung Nürnberg | 22. Juni 2016     | 26. Sep. 2021           |
| M Akademiestraße Bookbench                              | 80799 | München-Maxvorstadt      | ⊙ einst in der Akademiestraße, auf der Bookbench (bis 2016)                                                                                | Metallkoffer                                                              | |                   | 11. Juli 2016           |
|                                                         | 80339 | München-Schwanthalerhöhe | ⊙ Westendstraße (zwischen Schrenkstraße und Ganghoferstraße), am Gebäude Schrenkstraße 8                                                   | Offenes Regal vor dem Eingang und ein kleines Schränkchen an der Hauswand | Das Tauschregal des Multikulturellen Jugendzentrums wurde abgebaut. Das Schränkchen hängt noch, aber das Gebäude soll einem Neubau weichen, Bauzeit mindestens bis Herbst 2026. Ausweichstandort für Tausch- und/oder Bücherregal noch nicht bekannt. (Stand: November 2023) |                   | 24. Jan. 2024           |
|                                                         | 81241 | München-Pasing           | ⊙ Pasinger Bahnhofsplatz 5, im Einkaufszentrum Pasing Arcaden, ungefähr in der Mitte des Obergeschosses, Laden Nr. 239 auf dem Center-Plan | Bücherschrank (und Tausch anderer Waren)                                  | Träger: Pasing Arcaden | 2021              | Juli 2025               |
|                                                         | 84137 | Vilsbiburg               | 1. Stadtplatz (Durchgang VHS), 2. an der Vilspromenade (Rückseite Rathaus)                                                                 | 1. offenes Regal, 2. gelbe Telefonzelle                                   | Die Bücher können ohne Leihfrist entnommen werden. |                   | 2024                    |
| Bücherregal im Kultur- und Bildungszentrum Unterhaching | 82008 | Unterhaching             | ⊙ Jahnstraße 1, KUBIZ, 2. Stock, im Durchgang zur VHS                                                                                      | Bücherregal                                                               | Während der Öffnungszeiten des Kultur- und Bildungszentrums (KUBIZ) | vor 14. Juli 2015 | 13. Nov. 2024           |